# Liste der Wettbewerbe der olympischen Wintersportarten
Liste der Wettbewerbe der Sportarten, die bei den Olympischen Winterspielen der Neuzeit veranstaltet wurden.
| •   |  | Ein Wettbewerb für Männer.                                                     |
| ••  |  | Zwei Wettbewerbe für Männer.                                                   |
| •   |  | Ein Wettbewerb für Frauen.                                                     |
| •   |  | Ein Mixed-Wettbewerb                                                           |
| • • |  | Ein Wettbewerb für Männer/ein Wettbewerb für Frauen                            |
| •   |  | Ein offener Wettbewerb (Frauen und Männer starten im gleichen Wettbewerb)      |
| ••  |  | Zwei offene Wettbewerbe (Frauen und Männer starten im gleichen Wettbewerb)     |
| •   |  | Demonstrationswettbewerb - Ein Wettbewerb für Männer/Frauen/Mixed              |
| • • |  | Demonstrationswettbewerb - Ein Wettbewerb für Männer/ein Wettbewerb für Frauen |

## Biathlon

### Biathlon
| Biathlon - Aktuelle Wettbewerbe       | Biathlon - Aktuelle Wettbewerbe | Biathlon - Aktuelle Wettbewerbe | Biathlon - Aktuelle Wettbewerbe | Biathlon - Aktuelle Wettbewerbe | Biathlon - Aktuelle Wettbewerbe | Biathlon - Aktuelle Wettbewerbe | Biathlon - Aktuelle Wettbewerbe | Biathlon - Aktuelle Wettbewerbe | Biathlon - Aktuelle Wettbewerbe | Biathlon - Aktuelle Wettbewerbe | Biathlon - Aktuelle Wettbewerbe | Biathlon - Aktuelle Wettbewerbe | Biathlon - Aktuelle Wettbewerbe | Biathlon - Aktuelle Wettbewerbe | Biathlon - Aktuelle Wettbewerbe | Biathlon - Aktuelle Wettbewerbe | Biathlon - Aktuelle Wettbewerbe | Biathlon - Aktuelle Wettbewerbe | Biathlon - Aktuelle Wettbewerbe | Biathlon - Aktuelle Wettbewerbe | Biathlon - Aktuelle Wettbewerbe | Biathlon - Aktuelle Wettbewerbe | Biathlon - Aktuelle Wettbewerbe | Biathlon - Aktuelle Wettbewerbe | Biathlon - Aktuelle Wettbewerbe | Biathlon - Aktuelle Wettbewerbe | Biathlon - Aktuelle Wettbewerbe | Biathlon - Aktuelle Wettbewerbe | Biathlon - Aktuelle Wettbewerbe | Biathlon - Aktuelle Wettbewerbe | Biathlon - Aktuelle Wettbewerbe | Biathlon - Aktuelle Wettbewerbe | Biathlon - Aktuelle Wettbewerbe |
| Wettbewerb                            | Sommer- spiele                  | Sommer- spiele                  | Sommer- spiele                  | Sommer- spiele                  | 19..                            | 19..                            | 19..                            | 19..                            | 19..                            | 19..                            | 19..                            | 19..                            | 19..                            | 19..                            | 19..                            | 19..                            | 19..                            | 19..                            | 19..                            | 19..                            | 19..                            | 19..                            | 20..                            | 20..                            | 20..                            | 20..                            | 20..                            | 20..                            | 20..                            | Spiele                          | Spiele                          | Spiele                          | Spiele                          |
| Wettbewerb                            |                                 | 08                              | 20                              |                                 | 24                              | 28                              | 32                              | 36                              | 48                              | 52                              | 56                              | 60                              | 64                              | 68                              | 72                              | 76                              | 80                              | 84                              | 88                              | 92                              | 94                              | 98                              | 02                              | 06                              | 10                              | 14                              | 18                              | 22                              | 26                              | M                               | F                               | X                               | O                               |
| ------------------------------------- | ------------------------------- | ------------------------------- | ------------------------------- | ------------------------------- | ------------------------------- | ------------------------------- | ------------------------------- | ------------------------------- | ------------------------------- | ------------------------------- | ------------------------------- | ------------------------------- | ------------------------------- | ------------------------------- | ------------------------------- | ------------------------------- | ------------------------------- | ------------------------------- | ------------------------------- | ------------------------------- | ------------------------------- | ------------------------------- | ------------------------------- | ------------------------------- | ------------------------------- | ------------------------------- | ------------------------------- | ------------------------------- | ------------------------------- | ------------------------------- | ------------------------------- | ------------------------------- | ------------------------------- |
| 15 km Einzel (F)                      |                                 |                                 |                                 |                                 |                                 |                                 |                                 |                                 |                                 |                                 |                                 |                                 |                                 |                                 |                                 |                                 |                                 |                                 |                                 | •                               | •                               | •                               | •                               | •                               | •                               | •                               | •                               | •                               | •                               |                                 | 10                              |                                 |                                 |
| 20 km Einzel (M)                      |                                 |                                 |                                 |                                 |                                 |                                 |                                 |                                 |                                 |                                 |                                 | •                               | •                               | •                               | •                               | •                               | •                               | •                               | •                               | •                               | •                               | •                               | •                               | •                               | •                               | •                               | •                               | •                               | •                               | 18                              |                                 |                                 |                                 |
| 12,5 km Massenstart (F)               |                                 |                                 |                                 |                                 |                                 |                                 |                                 |                                 |                                 |                                 |                                 |                                 |                                 |                                 |                                 |                                 |                                 |                                 |                                 |                                 |                                 |                                 |                                 | •                               | •                               | •                               | •                               | •                               | •                               |                                 | 6                               |                                 |                                 |
| 15 km Massenstart (M)                 |                                 |                                 |                                 |                                 |                                 |                                 |                                 |                                 |                                 |                                 |                                 |                                 |                                 |                                 |                                 |                                 |                                 |                                 |                                 |                                 |                                 |                                 |                                 | •                               | •                               | •                               | •                               | •                               | •                               | 6                               |                                 |                                 |                                 |
| 07,5 km Sprint (F)                    |                                 |                                 |                                 |                                 |                                 |                                 |                                 |                                 |                                 |                                 |                                 |                                 |                                 |                                 |                                 |                                 |                                 |                                 |                                 | •                               | •                               | •                               | •                               | •                               | •                               | •                               | •                               | •                               | •                               |                                 | 10                              |                                 |                                 |
| 10 km Sprint (M)                      |                                 |                                 |                                 |                                 |                                 |                                 |                                 |                                 |                                 |                                 |                                 |                                 |                                 |                                 |                                 |                                 | •                               | •                               | •                               | •                               | •                               | •                               | •                               | •                               | •                               | •                               | •                               | •                               | •                               | 13                              |                                 |                                 |                                 |
| 10 km Verfolgung (F)                  |                                 |                                 |                                 |                                 |                                 |                                 |                                 |                                 |                                 |                                 |                                 |                                 |                                 |                                 |                                 |                                 |                                 |                                 |                                 |                                 |                                 |                                 | •                               | •                               | •                               | •                               | •                               | •                               | •                               |                                 | 7                               |                                 |                                 |
| 12,5 km Verfolgung (M)                |                                 |                                 |                                 |                                 |                                 |                                 |                                 |                                 |                                 |                                 |                                 |                                 |                                 |                                 |                                 |                                 |                                 |                                 |                                 |                                 |                                 |                                 | •                               | •                               | •                               | •                               | •                               | •                               | •                               | 7                               |                                 |                                 |                                 |
| 4 × 6 km Staffel (F)                  |                                 |                                 |                                 |                                 |                                 |                                 |                                 |                                 |                                 |                                 |                                 |                                 |                                 |                                 |                                 |                                 |                                 |                                 |                                 |                                 |                                 |                                 |                                 | •                               | •                               | •                               | •                               | •                               | •                               |                                 | 6                               |                                 |                                 |
| 4 × 7,5 km Staffel (M/F)              |                                 |                                 |                                 |                                 |                                 |                                 |                                 |                                 |                                 |                                 |                                 |                                 |                                 | •                               | •                               | •                               | •                               | •                               | •                               | •                               | • •                             | • •                             | • •                             | •                               | •                               | •                               | •                               | •                               | •                               | 16                              | 3                               |                                 |                                 |
| 4 × 6 km Mixed-Staffel (X)            |                                 |                                 |                                 |                                 |                                 |                                 |                                 |                                 |                                 |                                 |                                 |                                 |                                 |                                 |                                 |                                 |                                 |                                 |                                 |                                 |                                 |                                 |                                 |                                 |                                 |                                 |                                 | •                               | •                               |                                 |                                 | 2                               |                                 |
| Biathlon - Ehemalige Wettbewerbe      |                                 |                                 |                                 |                                 |                                 |                                 |                                 |                                 |                                 |                                 |                                 |                                 |                                 |                                 |                                 |                                 |                                 |                                 |                                 |                                 |                                 |                                 |                                 |                                 |                                 |                                 |                                 |                                 |                                 |                                 |                                 |                                 |                                 |
| Wettbewerb                            | Sommer- spiele                  | Sommer- spiele                  | Sommer- spiele                  | Sommer- spiele                  | 19..                            | 19..                            | 19..                            | 19..                            | 19..                            | 19..                            | 19..                            | 19..                            | 19..                            | 19..                            | 19..                            | 19..                            | 19..                            | 19..                            | 19..                            | 19..                            | 19..                            | 19..                            | 20..                            | 20..                            | 20..                            | 20..                            | 20..                            | 20..                            | 20..                            | Spiele                          | Spiele                          | Spiele                          | Spiele                          |
| Wettbewerb                            |                                 | 08                              | 20                              |                                 | 24                              | 28                              | 32                              | 36                              | 48                              | 52                              | 56                              | 60                              | 64                              | 68                              | 72                              | 76                              | 80                              | 84                              | 88                              | 92                              | 94                              | 98                              | 02                              | 06                              | 10                              | 14                              | 18                              | 22                              | 26                              | M                               | F                               | X                               | O                               |
| 2 × 6 km/2 × 7,5 km Mixed-Staffel (X) |                                 |                                 |                                 |                                 |                                 |                                 |                                 |                                 |                                 |                                 |                                 |                                 |                                 |                                 |                                 |                                 |                                 |                                 |                                 |                                 |                                 |                                 |                                 |                                 |                                 | •                               | •                               |                                 |                                 |                                 |                                 | 2                               |                                 |
| 3 × 7,5 km Staffel (F)                |                                 |                                 |                                 |                                 |                                 |                                 |                                 |                                 |                                 |                                 |                                 |                                 |                                 |                                 |                                 |                                 |                                 |                                 |                                 | •                               |                                 |                                 |                                 |                                 |                                 |                                 |                                 |                                 |                                 |                                 | 1                               |                                 |                                 |
| Anzahl der Wettbewerbe                |                                 |                                 |                                 |                                 |                                 |                                 |                                 |                                 |                                 |                                 |                                 |                                 |                                 |                                 |                                 |                                 |                                 |                                 |                                 |                                 |                                 |                                 |                                 |                                 |                                 |                                 |                                 |                                 |                                 |                                 |                                 |                                 |                                 |
|                                       | Sommer- spiele                  | Sommer- spiele                  | Sommer- spiele                  | Sommer- spiele                  | 19..                            | 19..                            | 19..                            | 19..                            | 19..                            | 19..                            | 19..                            | 19..                            | 19..                            | 19..                            | 19..                            | 19..                            | 19..                            | 19..                            | 19..                            | 19..                            | 19..                            | 19..                            | 20..                            | 20..                            | 20..                            | 20..                            | 20..                            | 20..                            | 20..                            |                                 |                                 |                                 |                                 |
|                                       | 08                              | 20                              |                                 | 24                              | 28                              | 32                              | 36                              | 48                              | 52                              | 56                              | 60                              | 64                              | 68                              | 72                              | 76                              | 80                              | 84                              | 88                              | 92                              | 94                              | 98                              | 02                              | 06                              | 10                              | 14                              | 18                              | 22                              | 26                              |                                 |                                 |                                 |                                 |                                 |
| M = Männer                            |                                 |                                 |                                 |                                 |                                 |                                 |                                 |                                 |                                 |                                 |                                 | 1                               | 1                               | 2                               | 2                               | 2                               | 3                               | 3                               | 3                               | 3                               | 3                               | 3                               | 4                               | 5                               | 5                               | 5                               | 5                               | 5                               | 5                               | Biathlon                        | Biathlon                        | Biathlon                        | Biathlon                        |
| F = Frauen                            |                                 |                                 |                                 |                                 |                                 |                                 |                                 |                                 |                                 |                                 |                                 |                                 |                                 |                                 |                                 |                                 |                                 |                                 |                                 | 3                               | 3                               | 3                               | 4                               | 5                               | 5                               | 5                               | 5                               | 5                               | 5                               | Biathlon                        | Biathlon                        | Biathlon                        | Biathlon                        |
| X = Mixed                             |                                 |                                 |                                 |                                 |                                 |                                 |                                 |                                 |                                 |                                 |                                 |                                 |                                 |                                 |                                 |                                 |                                 |                                 |                                 |                                 |                                 |                                 |                                 |                                 |                                 | 1                               | 1                               | 1                               | 1                               | Biathlon                        | Biathlon                        | Biathlon                        | Biathlon                        |
| O = Open                              |                                 |                                 |                                 |                                 |                                 |                                 |                                 |                                 |                                 |                                 |                                 |                                 |                                 |                                 |                                 |                                 |                                 |                                 |                                 |                                 |                                 |                                 |                                 |                                 |                                 |                                 |                                 |                                 |                                 | Biathlon                        | Biathlon                        | Biathlon                        | Biathlon                        |
| Total                                 |                                 |                                 |                                 |                                 |                                 |                                 |                                 |                                 |                                 |                                 |                                 | 1                               | 1                               | 2                               | 2                               | 2                               | 3                               | 3                               | 3                               | 6                               | 6                               | 6                               | 8                               | 10                              | 10                              | 11                              | 11                              | 11                              | 11                              | Biathlon                        | Biathlon                        | Biathlon                        | Biathlon                        |

### Militärpatrouille
| Militärpatrouille - Ehemalige Wettbewerbe | Militärpatrouille - Ehemalige Wettbewerbe | Militärpatrouille - Ehemalige Wettbewerbe | Militärpatrouille - Ehemalige Wettbewerbe | Militärpatrouille - Ehemalige Wettbewerbe | Militärpatrouille - Ehemalige Wettbewerbe | Militärpatrouille - Ehemalige Wettbewerbe | Militärpatrouille - Ehemalige Wettbewerbe | Militärpatrouille - Ehemalige Wettbewerbe | Militärpatrouille - Ehemalige Wettbewerbe | Militärpatrouille - Ehemalige Wettbewerbe | Militärpatrouille - Ehemalige Wettbewerbe | Militärpatrouille - Ehemalige Wettbewerbe | Militärpatrouille - Ehemalige Wettbewerbe | Militärpatrouille - Ehemalige Wettbewerbe | Militärpatrouille - Ehemalige Wettbewerbe | Militärpatrouille - Ehemalige Wettbewerbe | Militärpatrouille - Ehemalige Wettbewerbe | Militärpatrouille - Ehemalige Wettbewerbe | Militärpatrouille - Ehemalige Wettbewerbe | Militärpatrouille - Ehemalige Wettbewerbe | Militärpatrouille - Ehemalige Wettbewerbe | Militärpatrouille - Ehemalige Wettbewerbe | Militärpatrouille - Ehemalige Wettbewerbe | Militärpatrouille - Ehemalige Wettbewerbe | Militärpatrouille - Ehemalige Wettbewerbe | Militärpatrouille - Ehemalige Wettbewerbe | Militärpatrouille - Ehemalige Wettbewerbe | Militärpatrouille - Ehemalige Wettbewerbe | Militärpatrouille - Ehemalige Wettbewerbe | Militärpatrouille - Ehemalige Wettbewerbe | Militärpatrouille - Ehemalige Wettbewerbe | Militärpatrouille - Ehemalige Wettbewerbe | Militärpatrouille - Ehemalige Wettbewerbe |
| Wettbewerb                                | Sommer- spiele                            | Sommer- spiele                            | Sommer- spiele                            | Sommer- spiele                            | 19..                                      | 19..                                      | 19..                                      | 19..                                      | 19..                                      | 19..                                      | 19..                                      | 19..                                      | 19..                                      | 19..                                      | 19..                                      | 19..                                      | 19..                                      | 19..                                      | 19..                                      | 19..                                      | 19..                                      | 19..                                      | 20..                                      | 20..                                      | 20..                                      | 20..                                      | 20..                                      | 20..                                      | 20..                                      | Spiele                                    | Spiele                                    | Spiele                                    | Spiele                                    |
| Wettbewerb                                |                                           | 08                                        | 20                                        |                                           | 24                                        | 28                                        | 32                                        | 36                                        | 48                                        | 52                                        | 56                                        | 60                                        | 64                                        | 68                                        | 72                                        | 76                                        | 80                                        | 84                                        | 88                                        | 92                                        | 94                                        | 98                                        | 02                                        | 06                                        | 10                                        | 14                                        | 18                                        | 22                                        | 26                                        | M                                         | F                                         | X                                         | O                                         |
| ----------------------------------------- | ----------------------------------------- | ----------------------------------------- | ----------------------------------------- | ----------------------------------------- | ----------------------------------------- | ----------------------------------------- | ----------------------------------------- | ----------------------------------------- | ----------------------------------------- | ----------------------------------------- | ----------------------------------------- | ----------------------------------------- | ----------------------------------------- | ----------------------------------------- | ----------------------------------------- | ----------------------------------------- | ----------------------------------------- | ----------------------------------------- | ----------------------------------------- | ----------------------------------------- | ----------------------------------------- | ----------------------------------------- | ----------------------------------------- | ----------------------------------------- | ----------------------------------------- | ----------------------------------------- | ----------------------------------------- | ----------------------------------------- | ----------------------------------------- | ----------------------------------------- | ----------------------------------------- | ----------------------------------------- | ----------------------------------------- |
| Militärpatrouille (M)                     |                                           |                                           |                                           |                                           | •                                         | •                                         |                                           | •                                         | •                                         |                                           |                                           |                                           |                                           |                                           |                                           |                                           |                                           |                                           |                                           |                                           |                                           |                                           |                                           |                                           |                                           |                                           |                                           |                                           |                                           | 1                                         |                                           |                                           |                                           |
| Anzahl der Wettbewerbe                    |                                           |                                           |                                           |                                           |                                           |                                           |                                           |                                           |                                           |                                           |                                           |                                           |                                           |                                           |                                           |                                           |                                           |                                           |                                           |                                           |                                           |                                           |                                           |                                           |                                           |                                           |                                           |                                           |                                           |                                           |                                           |                                           |                                           |
|                                           | Sommer- spiele                            | Sommer- spiele                            | Sommer- spiele                            | Sommer- spiele                            | 19..                                      | 19..                                      | 19..                                      | 19..                                      | 19..                                      | 19..                                      | 19..                                      | 19..                                      | 19..                                      | 19..                                      | 19..                                      | 19..                                      | 19..                                      | 19..                                      | 19..                                      | 19..                                      | 19..                                      | 19..                                      | 20..                                      | 20..                                      | 20..                                      | 20..                                      | 20..                                      | 20..                                      | 20..                                      |                                           |                                           |                                           |                                           |
|                                           | 08                                        | 20                                        |                                           | 24                                        | 28                                        | 32                                        | 36                                        | 48                                        | 52                                        | 56                                        | 60                                        | 64                                        | 68                                        | 72                                        | 76                                        | 80                                        | 84                                        | 88                                        | 92                                        | 94                                        | 98                                        | 02                                        | 06                                        | 10                                        | 14                                        | 18                                        | 22                                        | 26                                        |                                           |                                           |                                           |                                           |                                           |
| M = Männer                                |                                           |                                           |                                           |                                           | 1                                         |                                           |                                           |                                           |                                           |                                           |                                           |                                           |                                           |                                           |                                           |                                           |                                           |                                           |                                           |                                           |                                           |                                           |                                           |                                           |                                           |                                           |                                           |                                           |                                           | Militärpatrouille                         | Militärpatrouille                         | Militärpatrouille                         | Militärpatrouille                         |
| F = Frauen                                |                                           |                                           |                                           |                                           |                                           |                                           |                                           |                                           |                                           |                                           |                                           |                                           |                                           |                                           |                                           |                                           |                                           |                                           |                                           |                                           |                                           |                                           |                                           |                                           |                                           |                                           |                                           |                                           |                                           | Militärpatrouille                         | Militärpatrouille                         | Militärpatrouille                         | Militärpatrouille                         |
| X = Mixed                                 |                                           |                                           |                                           |                                           |                                           |                                           |                                           |                                           |                                           |                                           |                                           |                                           |                                           |                                           |                                           |                                           |                                           |                                           |                                           |                                           |                                           |                                           |                                           |                                           |                                           |                                           |                                           |                                           |                                           | Militärpatrouille                         | Militärpatrouille                         | Militärpatrouille                         | Militärpatrouille                         |
| O = Open                                  |                                           |                                           |                                           |                                           |                                           |                                           |                                           |                                           |                                           |                                           |                                           |                                           |                                           |                                           |                                           |                                           |                                           |                                           |                                           |                                           |                                           |                                           |                                           |                                           |                                           |                                           |                                           |                                           |                                           | Militärpatrouille                         | Militärpatrouille                         | Militärpatrouille                         | Militärpatrouille                         |
| Total                                     |                                           |                                           |                                           |                                           | 1                                         |                                           |                                           |                                           |                                           |                                           |                                           |                                           |                                           |                                           |                                           |                                           |                                           |                                           |                                           |                                           |                                           |                                           |                                           |                                           |                                           |                                           |                                           |                                           |                                           | Militärpatrouille                         | Militärpatrouille                         | Militärpatrouille                         | Militärpatrouille                         |

## Bobsport

### Bob
| Bob - Aktuelle Wettbewerbe | Bob - Aktuelle Wettbewerbe | Bob - Aktuelle Wettbewerbe | Bob - Aktuelle Wettbewerbe | Bob - Aktuelle Wettbewerbe | Bob - Aktuelle Wettbewerbe | Bob - Aktuelle Wettbewerbe | Bob - Aktuelle Wettbewerbe | Bob - Aktuelle Wettbewerbe | Bob - Aktuelle Wettbewerbe | Bob - Aktuelle Wettbewerbe | Bob - Aktuelle Wettbewerbe | Bob - Aktuelle Wettbewerbe | Bob - Aktuelle Wettbewerbe | Bob - Aktuelle Wettbewerbe | Bob - Aktuelle Wettbewerbe | Bob - Aktuelle Wettbewerbe | Bob - Aktuelle Wettbewerbe | Bob - Aktuelle Wettbewerbe | Bob - Aktuelle Wettbewerbe | Bob - Aktuelle Wettbewerbe | Bob - Aktuelle Wettbewerbe | Bob - Aktuelle Wettbewerbe | Bob - Aktuelle Wettbewerbe | Bob - Aktuelle Wettbewerbe | Bob - Aktuelle Wettbewerbe | Bob - Aktuelle Wettbewerbe | Bob - Aktuelle Wettbewerbe | Bob - Aktuelle Wettbewerbe | Bob - Aktuelle Wettbewerbe | Bob - Aktuelle Wettbewerbe | Bob - Aktuelle Wettbewerbe | Bob - Aktuelle Wettbewerbe | Bob - Aktuelle Wettbewerbe |
| Wettbewerb                 | Sommer- spiele             | Sommer- spiele             | Sommer- spiele             | Sommer- spiele             | 19..                       | 19..                       | 19..                       | 19..                       | 19..                       | 19..                       | 19..                       | 19..                       | 19..                       | 19..                       | 19..                       | 19..                       | 19..                       | 19..                       | 19..                       | 19..                       | 19..                       | 19..                       | 20..                       | 20..                       | 20..                       | 20..                       | 20..                       | 20..                       | 20..                       | Spiele                     | Spiele                     | Spiele                     | Spiele                     |
| Wettbewerb                 |                            | 08                         | 20                         |                            | 24                         | 28                         | 32                         | 36                         | 48                         | 52                         | 56                         | 60                         | 64                         | 68                         | 72                         | 76                         | 80                         | 84                         | 88                         | 92                         | 94                         | 98                         | 02                         | 06                         | 10                         | 14                         | 18                         | 22                         | 26                         | M                          | F                          | X                          | O                          |
| -------------------------- | -------------------------- | -------------------------- | -------------------------- | -------------------------- | -------------------------- | -------------------------- | -------------------------- | -------------------------- | -------------------------- | -------------------------- | -------------------------- | -------------------------- | -------------------------- | -------------------------- | -------------------------- | -------------------------- | -------------------------- | -------------------------- | -------------------------- | -------------------------- | -------------------------- | -------------------------- | -------------------------- | -------------------------- | -------------------------- | -------------------------- | -------------------------- | -------------------------- | -------------------------- | -------------------------- | -------------------------- | -------------------------- | -------------------------- |
| Monobob (F)                |                            |                            |                            |                            |                            |                            |                            |                            |                            |                            |                            |                            |                            |                            |                            |                            |                            |                            |                            |                            |                            |                            |                            |                            |                            |                            |                            | •                          | •                          |                            | 2                          |                            |                            |
| Zweierbob (M/F)            |                            |                            |                            |                            |                            |                            | •                          | •                          | •                          | •                          | •                          |                            | •                          | •                          | •                          | •                          | •                          | •                          | •                          | •                          | •                          | •                          | • •                        | • •                        | • •                        | • •                        | • •                        | • •                        | • •                        | 22                         | 7                          |                            |                            |
| Viererbob (M)              |                            |                            |                            |                            | •                          | •                          | •                          | •                          | •                          | •                          | •                          |                            | •                          | •                          | •                          | •                          | •                          | •                          | •                          | •                          | •                          | •                          | •                          | •                          | •                          | •                          | •                          | •                          | •                          | 24                         |                            |                            |                            |
| Anzahl der Wettbewerbe     |                            |                            |                            |                            |                            |                            |                            |                            |                            |                            |                            |                            |                            |                            |                            |                            |                            |                            |                            |                            |                            |                            |                            |                            |                            |                            |                            |                            |                            |                            |                            |                            |                            |
|                            | Sommer- spiele             | Sommer- spiele             | Sommer- spiele             | Sommer- spiele             | 19..                       | 19..                       | 19..                       | 19..                       | 19..                       | 19..                       | 19..                       | 19..                       | 19..                       | 19..                       | 19..                       | 19..                       | 19..                       | 19..                       | 19..                       | 19..                       | 19..                       | 19..                       | 20..                       | 20..                       | 20..                       | 20..                       | 20..                       | 20..                       | 20..                       |                            |                            |                            |                            |
|                            | 08                         | 20                         |                            | 24                         | 28                         | 32                         | 36                         | 48                         | 52                         | 56                         | 60                         | 64                         | 68                         | 72                         | 76                         | 80                         | 84                         | 88                         | 92                         | 94                         | 98                         | 02                         | 06                         | 10                         | 14                         | 18                         | 22                         | 26                         |                            |                            |                            |                            |                            |
| M = Männer                 |                            |                            |                            |                            | 1                          | 1                          | 2                          | 2                          | 2                          | 2                          | 2                          |                            | 2                          | 2                          | 2                          | 2                          | 2                          | 2                          | 2                          | 2                          | 2                          | 2                          | 2                          | 2                          | 2                          | 2                          | 2                          | 2                          | 2                          | Bob                        | Bob                        | Bob                        | Bob                        |
| F = Frauen                 |                            |                            |                            |                            |                            |                            |                            |                            |                            |                            |                            |                            |                            |                            |                            |                            |                            |                            |                            |                            |                            |                            | 1                          | 1                          | 1                          | 1                          | 1                          | 2                          | 2                          | Bob                        | Bob                        | Bob                        | Bob                        |
| X = Mixed                  |                            |                            |                            |                            |                            |                            |                            |                            |                            |                            |                            |                            |                            |                            |                            |                            |                            |                            |                            |                            |                            |                            |                            |                            |                            |                            |                            |                            |                            | Bob                        | Bob                        | Bob                        | Bob                        |
| O = Open                   |                            |                            |                            |                            |                            |                            |                            |                            |                            |                            |                            |                            |                            |                            |                            |                            |                            |                            |                            |                            |                            |                            |                            |                            |                            |                            |                            |                            |                            | Bob                        | Bob                        | Bob                        | Bob                        |
| Total                      |                            |                            |                            |                            | 1                          | 1                          | 2                          | 2                          | 2                          | 2                          | 2                          |                            | 2                          | 2                          | 2                          | 2                          | 2                          | 2                          | 2                          | 2                          | 2                          | 2                          | 3                          | 3                          | 3                          | 3                          | 3                          | 4                          | 4                          | Bob                        | Bob                        | Bob                        | Bob                        |

### Skeleton
| Skeleton - Aktuelle Wettbewerbe | Skeleton - Aktuelle Wettbewerbe | Skeleton - Aktuelle Wettbewerbe | Skeleton - Aktuelle Wettbewerbe | Skeleton - Aktuelle Wettbewerbe | Skeleton - Aktuelle Wettbewerbe | Skeleton - Aktuelle Wettbewerbe | Skeleton - Aktuelle Wettbewerbe | Skeleton - Aktuelle Wettbewerbe | Skeleton - Aktuelle Wettbewerbe | Skeleton - Aktuelle Wettbewerbe | Skeleton - Aktuelle Wettbewerbe | Skeleton - Aktuelle Wettbewerbe | Skeleton - Aktuelle Wettbewerbe | Skeleton - Aktuelle Wettbewerbe | Skeleton - Aktuelle Wettbewerbe | Skeleton - Aktuelle Wettbewerbe | Skeleton - Aktuelle Wettbewerbe | Skeleton - Aktuelle Wettbewerbe | Skeleton - Aktuelle Wettbewerbe | Skeleton - Aktuelle Wettbewerbe | Skeleton - Aktuelle Wettbewerbe | Skeleton - Aktuelle Wettbewerbe | Skeleton - Aktuelle Wettbewerbe | Skeleton - Aktuelle Wettbewerbe | Skeleton - Aktuelle Wettbewerbe | Skeleton - Aktuelle Wettbewerbe | Skeleton - Aktuelle Wettbewerbe | Skeleton - Aktuelle Wettbewerbe | Skeleton - Aktuelle Wettbewerbe | Skeleton - Aktuelle Wettbewerbe | Skeleton - Aktuelle Wettbewerbe | Skeleton - Aktuelle Wettbewerbe | Skeleton - Aktuelle Wettbewerbe |
| Wettbewerb                      | Sommer- spiele                  | Sommer- spiele                  | Sommer- spiele                  | Sommer- spiele                  | 19..                            | 19..                            | 19..                            | 19..                            | 19..                            | 19..                            | 19..                            | 19..                            | 19..                            | 19..                            | 19..                            | 19..                            | 19..                            | 19..                            | 19..                            | 19..                            | 19..                            | 19..                            | 20..                            | 20..                            | 20..                            | 20..                            | 20..                            | 20..                            | 20..                            | Spiele                          | Spiele                          | Spiele                          | Spiele                          |
| Wettbewerb                      |                                 | 08                              | 20                              |                                 | 24                              | 28                              | 32                              | 36                              | 48                              | 52                              | 56                              | 60                              | 64                              | 68                              | 72                              | 76                              | 80                              | 84                              | 88                              | 92                              | 94                              | 98                              | 02                              | 06                              | 10                              | 14                              | 18                              | 22                              | 26                              | M                               | F                               | X                               | O                               |
| ------------------------------- | ------------------------------- | ------------------------------- | ------------------------------- | ------------------------------- | ------------------------------- | ------------------------------- | ------------------------------- | ------------------------------- | ------------------------------- | ------------------------------- | ------------------------------- | ------------------------------- | ------------------------------- | ------------------------------- | ------------------------------- | ------------------------------- | ------------------------------- | ------------------------------- | ------------------------------- | ------------------------------- | ------------------------------- | ------------------------------- | ------------------------------- | ------------------------------- | ------------------------------- | ------------------------------- | ------------------------------- | ------------------------------- | ------------------------------- | ------------------------------- | ------------------------------- | ------------------------------- | ------------------------------- |
| Einer (M/F)                     |                                 |                                 |                                 |                                 |                                 | •                               |                                 |                                 | •                               |                                 |                                 |                                 |                                 |                                 |                                 |                                 |                                 |                                 |                                 |                                 |                                 |                                 | • •                             | • •                             | • •                             | • •                             | • •                             | • •                             | • •                             | 9                               | 7                               |                                 |                                 |
| Mixed Team                      |                                 |                                 |                                 |                                 |                                 |                                 |                                 |                                 |                                 |                                 |                                 |                                 |                                 |                                 |                                 |                                 |                                 |                                 |                                 |                                 |                                 |                                 |                                 |                                 |                                 |                                 |                                 |                                 | •                               |                                 |                                 | 1                               |                                 |
| Anzahl der Wettbewerbe          |                                 |                                 |                                 |                                 |                                 |                                 |                                 |                                 |                                 |                                 |                                 |                                 |                                 |                                 |                                 |                                 |                                 |                                 |                                 |                                 |                                 |                                 |                                 |                                 |                                 |                                 |                                 |                                 |                                 |                                 |                                 |                                 |                                 |
|                                 | Sommer- spiele                  | Sommer- spiele                  | Sommer- spiele                  | Sommer- spiele                  | 19..                            | 19..                            | 19..                            | 19..                            | 19..                            | 19..                            | 19..                            | 19..                            | 19..                            | 19..                            | 19..                            | 19..                            | 19..                            | 19..                            | 19..                            | 19..                            | 19..                            | 19..                            | 20..                            | 20..                            | 20..                            | 20..                            | 20..                            | 20..                            | 20..                            |                                 |                                 |                                 |                                 |
|                                 | 08                              | 20                              |                                 | 24                              | 28                              | 32                              | 36                              | 48                              | 52                              | 56                              | 60                              | 64                              | 68                              | 72                              | 76                              | 80                              | 84                              | 88                              | 92                              | 94                              | 98                              | 02                              | 06                              | 10                              | 14                              | 18                              | 22                              | 26                              |                                 |                                 |                                 |                                 |                                 |
| M = Männer                      |                                 |                                 |                                 |                                 |                                 | 1                               |                                 |                                 | 1                               |                                 |                                 |                                 |                                 |                                 |                                 |                                 |                                 |                                 |                                 |                                 |                                 |                                 | 1                               | 1                               | 1                               | 1                               | 1                               | 1                               | 1                               | Skeleton                        | Skeleton                        | Skeleton                        | Skeleton                        |
| F = Frauen                      |                                 |                                 |                                 |                                 |                                 |                                 |                                 |                                 |                                 |                                 |                                 |                                 |                                 |                                 |                                 |                                 |                                 |                                 |                                 |                                 |                                 |                                 | 1                               | 1                               | 1                               | 1                               | 1                               | 1                               | 1                               | Skeleton                        | Skeleton                        | Skeleton                        | Skeleton                        |
| X = Mixed                       |                                 |                                 |                                 |                                 |                                 |                                 |                                 |                                 |                                 |                                 |                                 |                                 |                                 |                                 |                                 |                                 |                                 |                                 |                                 |                                 |                                 |                                 |                                 |                                 |                                 |                                 |                                 |                                 | 1                               | Skeleton                        | Skeleton                        | Skeleton                        | Skeleton                        |
| O = Open                        |                                 |                                 |                                 |                                 |                                 |                                 |                                 |                                 |                                 |                                 |                                 |                                 |                                 |                                 |                                 |                                 |                                 |                                 |                                 |                                 |                                 |                                 |                                 |                                 |                                 |                                 |                                 |                                 |                                 | Skeleton                        | Skeleton                        | Skeleton                        | Skeleton                        |
| Total                           |                                 |                                 |                                 |                                 |                                 | 1                               |                                 |                                 | 1                               |                                 |                                 |                                 |                                 |                                 |                                 |                                 |                                 |                                 |                                 |                                 |                                 |                                 | 2                               | 2                               | 2                               | 2                               | 2                               | 2                               | 3                               | Skeleton                        | Skeleton                        | Skeleton                        | Skeleton                        |

## Curling
| Curling - Aktuelle Wettbewerbe | Curling - Aktuelle Wettbewerbe | Curling - Aktuelle Wettbewerbe | Curling - Aktuelle Wettbewerbe | Curling - Aktuelle Wettbewerbe | Curling - Aktuelle Wettbewerbe | Curling - Aktuelle Wettbewerbe | Curling - Aktuelle Wettbewerbe | Curling - Aktuelle Wettbewerbe | Curling - Aktuelle Wettbewerbe | Curling - Aktuelle Wettbewerbe | Curling - Aktuelle Wettbewerbe | Curling - Aktuelle Wettbewerbe | Curling - Aktuelle Wettbewerbe | Curling - Aktuelle Wettbewerbe | Curling - Aktuelle Wettbewerbe | Curling - Aktuelle Wettbewerbe | Curling - Aktuelle Wettbewerbe | Curling - Aktuelle Wettbewerbe | Curling - Aktuelle Wettbewerbe | Curling - Aktuelle Wettbewerbe | Curling - Aktuelle Wettbewerbe | Curling - Aktuelle Wettbewerbe | Curling - Aktuelle Wettbewerbe | Curling - Aktuelle Wettbewerbe | Curling - Aktuelle Wettbewerbe | Curling - Aktuelle Wettbewerbe | Curling - Aktuelle Wettbewerbe | Curling - Aktuelle Wettbewerbe | Curling - Aktuelle Wettbewerbe | Curling - Aktuelle Wettbewerbe | Curling - Aktuelle Wettbewerbe | Curling - Aktuelle Wettbewerbe | Curling - Aktuelle Wettbewerbe |
| Wettbewerb                     | Sommer- spiele                 | Sommer- spiele                 | Sommer- spiele                 | Sommer- spiele                 | 19..                           | 19..                           | 19..                           | 19..                           | 19..                           | 19..                           | 19..                           | 19..                           | 19..                           | 19..                           | 19..                           | 19..                           | 19..                           | 19..                           | 19..                           | 19..                           | 19..                           | 19..                           | 20..                           | 20..                           | 20..                           | 20..                           | 20..                           | 20..                           | 20..                           | Spiele                         | Spiele                         | Spiele                         | Spiele                         |
| Wettbewerb                     |                                | 08                             | 20                             |                                | 24                             | 28                             | 32                             | 36                             | 48                             | 52                             | 56                             | 60                             | 64                             | 68                             | 72                             | 76                             | 80                             | 84                             | 88                             | 92                             | 94                             | 98                             | 02                             | 06                             | 10                             | 14                             | 18                             | 22                             | 26                             | M                              | F                              | X                              | O                              |
| ------------------------------ | ------------------------------ | ------------------------------ | ------------------------------ | ------------------------------ | ------------------------------ | ------------------------------ | ------------------------------ | ------------------------------ | ------------------------------ | ------------------------------ | ------------------------------ | ------------------------------ | ------------------------------ | ------------------------------ | ------------------------------ | ------------------------------ | ------------------------------ | ------------------------------ | ------------------------------ | ------------------------------ | ------------------------------ | ------------------------------ | ------------------------------ | ------------------------------ | ------------------------------ | ------------------------------ | ------------------------------ | ------------------------------ | ------------------------------ | ------------------------------ | ------------------------------ | ------------------------------ | ------------------------------ |
| Curling Mannschaft (M/F)       |                                |                                |                                |                                | •                              |                                | •                              |                                |                                |                                |                                |                                |                                |                                |                                |                                |                                |                                | • •                            | • •                            |                                | • •                            | • •                            | • •                            | • •                            | • •                            | • •                            | • •                            | • •                            | 9                              | 8                              |                                |                                |
| Curling Doppel (X)             |                                |                                |                                |                                |                                |                                |                                |                                |                                |                                |                                |                                |                                |                                |                                |                                |                                |                                |                                |                                |                                |                                |                                |                                |                                |                                | •                              | •                              | •                              |                                |                                | 3                              |                                |
| Anzahl der Wettbewerbe         |                                |                                |                                |                                |                                |                                |                                |                                |                                |                                |                                |                                |                                |                                |                                |                                |                                |                                |                                |                                |                                |                                |                                |                                |                                |                                |                                |                                |                                |                                |                                |                                |                                |
|                                | Sommer- spiele                 | Sommer- spiele                 | Sommer- spiele                 | Sommer- spiele                 | 19..                           | 19..                           | 19..                           | 19..                           | 19..                           | 19..                           | 19..                           | 19..                           | 19..                           | 19..                           | 19..                           | 19..                           | 19..                           | 19..                           | 19..                           | 19..                           | 19..                           | 19..                           | 20..                           | 20..                           | 20..                           | 20..                           | 20..                           | 20..                           | 20..                           |                                |                                |                                |                                |
|                                | 08                             | 20                             |                                | 24                             | 28                             | 32                             | 36                             | 48                             | 52                             | 56                             | 60                             | 64                             | 68                             | 72                             | 76                             | 80                             | 84                             | 88                             | 92                             | 94                             | 98                             | 02                             | 06                             | 10                             | 14                             | 18                             | 22                             | 26                             |                                |                                |                                |                                |                                |
| M = Männer                     |                                |                                |                                |                                | 1                              |                                |                                |                                |                                |                                |                                |                                |                                |                                |                                |                                |                                |                                |                                |                                |                                | 1                              | 1                              | 1                              | 1                              | 1                              | 1                              | 1                              | 1                              | Curling                        | Curling                        | Curling                        | Curling                        |
| F = Frauen                     |                                |                                |                                |                                |                                |                                |                                |                                |                                |                                |                                |                                |                                |                                |                                |                                |                                |                                |                                |                                |                                | 1                              | 1                              | 1                              | 1                              | 1                              | 1                              | 1                              | 1                              | Curling                        | Curling                        | Curling                        | Curling                        |
| X = Mixed                      |                                |                                |                                |                                |                                |                                |                                |                                |                                |                                |                                |                                |                                |                                |                                |                                |                                |                                |                                |                                |                                |                                |                                |                                |                                |                                | 1                              | 1                              | 1                              | Curling                        | Curling                        | Curling                        | Curling                        |
| O = Open                       |                                |                                |                                |                                |                                |                                |                                |                                |                                |                                |                                |                                |                                |                                |                                |                                |                                |                                |                                |                                |                                |                                |                                |                                |                                |                                |                                |                                |                                | Curling                        | Curling                        | Curling                        | Curling                        |
| Total                          |                                |                                |                                |                                | 1                              |                                |                                |                                |                                |                                |                                |                                |                                |                                |                                |                                |                                |                                |                                |                                |                                | 2                              | 2                              | 2                              | 2                              | 2                              | 3                              | 3                              | 3                              | Curling                        | Curling                        | Curling                        | Curling                        |

## Eishockey
| Eishockey - Aktuelle Wettbewerbe | Eishockey - Aktuelle Wettbewerbe | Eishockey - Aktuelle Wettbewerbe | Eishockey - Aktuelle Wettbewerbe | Eishockey - Aktuelle Wettbewerbe | Eishockey - Aktuelle Wettbewerbe | Eishockey - Aktuelle Wettbewerbe | Eishockey - Aktuelle Wettbewerbe | Eishockey - Aktuelle Wettbewerbe | Eishockey - Aktuelle Wettbewerbe | Eishockey - Aktuelle Wettbewerbe | Eishockey - Aktuelle Wettbewerbe | Eishockey - Aktuelle Wettbewerbe | Eishockey - Aktuelle Wettbewerbe | Eishockey - Aktuelle Wettbewerbe | Eishockey - Aktuelle Wettbewerbe | Eishockey - Aktuelle Wettbewerbe | Eishockey - Aktuelle Wettbewerbe | Eishockey - Aktuelle Wettbewerbe | Eishockey - Aktuelle Wettbewerbe | Eishockey - Aktuelle Wettbewerbe | Eishockey - Aktuelle Wettbewerbe | Eishockey - Aktuelle Wettbewerbe | Eishockey - Aktuelle Wettbewerbe | Eishockey - Aktuelle Wettbewerbe | Eishockey - Aktuelle Wettbewerbe | Eishockey - Aktuelle Wettbewerbe | Eishockey - Aktuelle Wettbewerbe | Eishockey - Aktuelle Wettbewerbe | Eishockey - Aktuelle Wettbewerbe | Eishockey - Aktuelle Wettbewerbe | Eishockey - Aktuelle Wettbewerbe | Eishockey - Aktuelle Wettbewerbe | Eishockey - Aktuelle Wettbewerbe |
| Wettbewerb                       | Sommer- spiele                   | Sommer- spiele                   | Sommer- spiele                   | Sommer- spiele                   | 19..                             | 19..                             | 19..                             | 19..                             | 19..                             | 19..                             | 19..                             | 19..                             | 19..                             | 19..                             | 19..                             | 19..                             | 19..                             | 19..                             | 19..                             | 19..                             | 19..                             | 19..                             | 20..                             | 20..                             | 20..                             | 20..                             | 20..                             | 20..                             | 20..                             | Spiele                           | Spiele                           | Spiele                           | Spiele                           |
| Wettbewerb                       |                                  | 08                               | 20                               |                                  | 24                               | 28                               | 32                               | 36                               | 48                               | 52                               | 56                               | 60                               | 64                               | 68                               | 72                               | 76                               | 80                               | 84                               | 88                               | 92                               | 94                               | 98                               | 02                               | 06                               | 10                               | 14                               | 18                               | 22                               | 26                               | M                                | F                                | X                                | O                                |
| -------------------------------- | -------------------------------- | -------------------------------- | -------------------------------- | -------------------------------- | -------------------------------- | -------------------------------- | -------------------------------- | -------------------------------- | -------------------------------- | -------------------------------- | -------------------------------- | -------------------------------- | -------------------------------- | -------------------------------- | -------------------------------- | -------------------------------- | -------------------------------- | -------------------------------- | -------------------------------- | -------------------------------- | -------------------------------- | -------------------------------- | -------------------------------- | -------------------------------- | -------------------------------- | -------------------------------- | -------------------------------- | -------------------------------- | -------------------------------- | -------------------------------- | -------------------------------- | -------------------------------- | -------------------------------- |
| Eishockey Mannschaft (M/F)       |                                  |                                  | •                                |                                  | •                                | •                                | •                                | •                                | •                                | •                                | •                                | •                                | •                                | •                                | •                                | •                                | •                                | •                                | •                                | •                                | •                                | • •                              | • •                              | • •                              | • •                              | • •                              | • •                              | • •                              | • •                              | 25                               | 7                                |                                  |                                  |
| Anzahl der Wettbewerbe           |                                  |                                  |                                  |                                  |                                  |                                  |                                  |                                  |                                  |                                  |                                  |                                  |                                  |                                  |                                  |                                  |                                  |                                  |                                  |                                  |                                  |                                  |                                  |                                  |                                  |                                  |                                  |                                  |                                  |                                  |                                  |                                  |                                  |
|                                  | Sommer- spiele                   | Sommer- spiele                   | Sommer- spiele                   | Sommer- spiele                   | 19..                             | 19..                             | 19..                             | 19..                             | 19..                             | 19..                             | 19..                             | 19..                             | 19..                             | 19..                             | 19..                             | 19..                             | 19..                             | 19..                             | 19..                             | 19..                             | 19..                             | 19..                             | 20..                             | 20..                             | 20..                             | 20..                             | 20..                             | 20..                             | 20..                             |                                  |                                  |                                  |                                  |
|                                  | 08                               | 20                               |                                  | 24                               | 28                               | 32                               | 36                               | 48                               | 52                               | 56                               | 60                               | 64                               | 68                               | 72                               | 76                               | 80                               | 84                               | 88                               | 92                               | 94                               | 98                               | 02                               | 06                               | 10                               | 14                               | 18                               | 22                               | 26                               |                                  |                                  |                                  |                                  |                                  |
| M = Männer                       |                                  |                                  | 1                                |                                  | 1                                | 1                                | 1                                | 1                                | 1                                | 1                                | 1                                | 1                                | 1                                | 1                                | 1                                | 1                                | 1                                | 1                                | 1                                | 1                                | 1                                | 1                                | 1                                | 1                                | 1                                | 1                                | 1                                | 1                                | 1                                | Eishockey                        | Eishockey                        | Eishockey                        | Eishockey                        |
| F = Frauen                       |                                  |                                  |                                  |                                  |                                  |                                  |                                  |                                  |                                  |                                  |                                  |                                  |                                  |                                  |                                  |                                  |                                  |                                  |                                  |                                  |                                  | 1                                | 1                                | 1                                | 1                                | 1                                | 1                                | 1                                | 1                                | Eishockey                        | Eishockey                        | Eishockey                        | Eishockey                        |
| X = Mixed                        |                                  |                                  |                                  |                                  |                                  |                                  |                                  |                                  |                                  |                                  |                                  |                                  |                                  |                                  |                                  |                                  |                                  |                                  |                                  |                                  |                                  |                                  |                                  |                                  |                                  |                                  |                                  |                                  |                                  | Eishockey                        | Eishockey                        | Eishockey                        | Eishockey                        |
| O = Open                         |                                  |                                  |                                  |                                  |                                  |                                  |                                  |                                  |                                  |                                  |                                  |                                  |                                  |                                  |                                  |                                  |                                  |                                  |                                  |                                  |                                  |                                  |                                  |                                  |                                  |                                  |                                  |                                  |                                  | Eishockey                        | Eishockey                        | Eishockey                        | Eishockey                        |
| Total                            |                                  |                                  | 1                                |                                  | 1                                | 1                                | 1                                | 1                                | 1                                | 1                                | 1                                | 1                                | 1                                | 1                                | 1                                | 1                                | 1                                | 1                                | 1                                | 1                                | 1                                | 2                                | 2                                | 2                                | 2                                | 2                                | 2                                | 2                                | 2                                | Eishockey                        | Eishockey                        | Eishockey                        | Eishockey                        |

## Eislauf

### Eiskunstlauf
| Eiskunstlauf - Aktuelle Wettbewerbe  | Eiskunstlauf - Aktuelle Wettbewerbe | Eiskunstlauf - Aktuelle Wettbewerbe | Eiskunstlauf - Aktuelle Wettbewerbe | Eiskunstlauf - Aktuelle Wettbewerbe | Eiskunstlauf - Aktuelle Wettbewerbe | Eiskunstlauf - Aktuelle Wettbewerbe | Eiskunstlauf - Aktuelle Wettbewerbe | Eiskunstlauf - Aktuelle Wettbewerbe | Eiskunstlauf - Aktuelle Wettbewerbe | Eiskunstlauf - Aktuelle Wettbewerbe | Eiskunstlauf - Aktuelle Wettbewerbe | Eiskunstlauf - Aktuelle Wettbewerbe | Eiskunstlauf - Aktuelle Wettbewerbe | Eiskunstlauf - Aktuelle Wettbewerbe | Eiskunstlauf - Aktuelle Wettbewerbe | Eiskunstlauf - Aktuelle Wettbewerbe | Eiskunstlauf - Aktuelle Wettbewerbe | Eiskunstlauf - Aktuelle Wettbewerbe | Eiskunstlauf - Aktuelle Wettbewerbe | Eiskunstlauf - Aktuelle Wettbewerbe | Eiskunstlauf - Aktuelle Wettbewerbe | Eiskunstlauf - Aktuelle Wettbewerbe | Eiskunstlauf - Aktuelle Wettbewerbe | Eiskunstlauf - Aktuelle Wettbewerbe | Eiskunstlauf - Aktuelle Wettbewerbe | Eiskunstlauf - Aktuelle Wettbewerbe | Eiskunstlauf - Aktuelle Wettbewerbe | Eiskunstlauf - Aktuelle Wettbewerbe | Eiskunstlauf - Aktuelle Wettbewerbe | Eiskunstlauf - Aktuelle Wettbewerbe | Eiskunstlauf - Aktuelle Wettbewerbe | Eiskunstlauf - Aktuelle Wettbewerbe | Eiskunstlauf - Aktuelle Wettbewerbe |
| Wettbewerb                           | Sommer- spiele                      | Sommer- spiele                      | Sommer- spiele                      | Sommer- spiele                      | 19..                                | 19..                                | 19..                                | 19..                                | 19..                                | 19..                                | 19..                                | 19..                                | 19..                                | 19..                                | 19..                                | 19..                                | 19..                                | 19..                                | 19..                                | 19..                                | 19..                                | 19..                                | 20..                                | 20..                                | 20..                                | 20..                                | 20..                                | 20..                                | 20..                                | Spiele                              | Spiele                              | Spiele                              | Spiele                              |
| Wettbewerb                           |                                     | 08                                  | 20                                  |                                     | 24                                  | 28                                  | 32                                  | 36                                  | 48                                  | 52                                  | 56                                  | 60                                  | 64                                  | 68                                  | 72                                  | 76                                  | 80                                  | 84                                  | 88                                  | 92                                  | 94                                  | 98                                  | 02                                  | 06                                  | 10                                  | 14                                  | 18                                  | 22                                  | 26                                  | M                                   | F                                   | X                                   | O                                   |
| ------------------------------------ | ----------------------------------- | ----------------------------------- | ----------------------------------- | ----------------------------------- | ----------------------------------- | ----------------------------------- | ----------------------------------- | ----------------------------------- | ----------------------------------- | ----------------------------------- | ----------------------------------- | ----------------------------------- | ----------------------------------- | ----------------------------------- | ----------------------------------- | ----------------------------------- | ----------------------------------- | ----------------------------------- | ----------------------------------- | ----------------------------------- | ----------------------------------- | ----------------------------------- | ----------------------------------- | ----------------------------------- | ----------------------------------- | ----------------------------------- | ----------------------------------- | ----------------------------------- | ----------------------------------- | ----------------------------------- | ----------------------------------- | ----------------------------------- | ----------------------------------- |
| Einzel (M/F)                         |                                     | • •                                 | • •                                 |                                     | • •                                 | • •                                 | • •                                 | • •                                 | • •                                 | • •                                 | • •                                 | • •                                 | • •                                 | • •                                 | • •                                 | • •                                 | • •                                 | • •                                 | • •                                 | • •                                 | • •                                 | • •                                 | • •                                 | • •                                 | • •                                 | • •                                 | • •                                 | • •                                 | • •                                 | 27                                  | 27                                  |                                     |                                     |
| Paarlauf (X)                         |                                     | •                                   | •                                   |                                     | •                                   | •                                   | •                                   | •                                   | •                                   | •                                   | •                                   | •                                   | •                                   | •                                   | •                                   | •                                   | •                                   | •                                   | •                                   | •                                   | •                                   | •                                   | •                                   | •                                   | •                                   | •                                   | •                                   | •                                   | •                                   |                                     |                                     | 27                                  |                                     |
| Eistanz (X)                          |                                     |                                     |                                     |                                     |                                     |                                     |                                     |                                     |                                     |                                     |                                     |                                     |                                     | •                                   |                                     | •                                   | •                                   | •                                   | •                                   | •                                   | •                                   | •                                   | •                                   | •                                   | •                                   | •                                   | •                                   | •                                   | •                                   |                                     |                                     | 14                                  |                                     |
| Mixed Team (X)                       |                                     |                                     |                                     |                                     |                                     |                                     |                                     |                                     |                                     |                                     |                                     |                                     |                                     |                                     |                                     |                                     |                                     |                                     |                                     |                                     |                                     |                                     |                                     |                                     |                                     | •                                   | •                                   | •                                   | •                                   |                                     |                                     | 4                                   |                                     |
| Eiskunstlauf - Ehemalige Wettbewerbe |                                     |                                     |                                     |                                     |                                     |                                     |                                     |                                     |                                     |                                     |                                     |                                     |                                     |                                     |                                     |                                     |                                     |                                     |                                     |                                     |                                     |                                     |                                     |                                     |                                     |                                     |                                     |                                     |                                     |                                     |                                     |                                     |                                     |
| Wettbewerb                           | Sommer- spiele                      | Sommer- spiele                      | Sommer- spiele                      | Sommer- spiele                      | 19..                                | 19..                                | 19..                                | 19..                                | 19..                                | 19..                                | 19..                                | 19..                                | 19..                                | 19..                                | 19..                                | 19..                                | 19..                                | 19..                                | 19..                                | 19..                                | 19..                                | 19..                                | 20..                                | 20..                                | 20..                                | 20..                                | 20..                                | 20..                                | 20..                                | Spiele                              | Spiele                              | Spiele                              | Spiele                              |
| Wettbewerb                           |                                     | 08                                  | 20                                  |                                     | 24                                  | 28                                  | 32                                  | 36                                  | 48                                  | 52                                  | 56                                  | 60                                  | 64                                  | 68                                  | 72                                  | 76                                  | 80                                  | 84                                  | 88                                  | 92                                  | 94                                  | 98                                  | 02                                  | 06                                  | 10                                  | 14                                  | 18                                  | 22                                  | 26                                  | M                                   | F                                   | X                                   | O                                   |
| Spezialfiguren (M)                   |                                     | •                                   |                                     |                                     |                                     |                                     |                                     |                                     |                                     |                                     |                                     |                                     |                                     |                                     |                                     |                                     |                                     |                                     |                                     |                                     |                                     |                                     |                                     |                                     |                                     |                                     |                                     |                                     |                                     | 1                                   |                                     |                                     |                                     |
| Anzahl der Wettbewerbe               |                                     |                                     |                                     |                                     |                                     |                                     |                                     |                                     |                                     |                                     |                                     |                                     |                                     |                                     |                                     |                                     |                                     |                                     |                                     |                                     |                                     |                                     |                                     |                                     |                                     |                                     |                                     |                                     |                                     |                                     |                                     |                                     |                                     |
|                                      | Sommer- spiele                      | Sommer- spiele                      | Sommer- spiele                      | Sommer- spiele                      | 19..                                | 19..                                | 19..                                | 19..                                | 19..                                | 19..                                | 19..                                | 19..                                | 19..                                | 19..                                | 19..                                | 19..                                | 19..                                | 19..                                | 19..                                | 19..                                | 19..                                | 19..                                | 20..                                | 20..                                | 20..                                | 20..                                | 20..                                | 20..                                | 20..                                |                                     |                                     |                                     |                                     |
|                                      | 08                                  | 20                                  |                                     | 24                                  | 28                                  | 32                                  | 36                                  | 48                                  | 52                                  | 56                                  | 60                                  | 64                                  | 68                                  | 72                                  | 76                                  | 80                                  | 84                                  | 88                                  | 92                                  | 94                                  | 98                                  | 02                                  | 06                                  | 10                                  | 14                                  | 18                                  | 22                                  | 26                                  |                                     |                                     |                                     |                                     |                                     |
| M = Männer                           |                                     | 2                                   | 1                                   |                                     | 1                                   | 1                                   | 1                                   | 1                                   | 1                                   | 1                                   | 1                                   | 1                                   | 1                                   | 1                                   | 1                                   | 1                                   | 1                                   | 1                                   | 1                                   | 1                                   | 1                                   | 1                                   | 1                                   | 1                                   | 1                                   | 1                                   | 1                                   | 1                                   | 1                                   | Eiskunstlaufen                      | Eiskunstlaufen                      | Eiskunstlaufen                      | Eiskunstlaufen                      |
| F = Frauen                           |                                     | 1                                   | 1                                   |                                     | 1                                   | 1                                   | 1                                   | 1                                   | 1                                   | 1                                   | 1                                   | 1                                   | 1                                   | 1                                   | 1                                   | 1                                   | 1                                   | 1                                   | 1                                   | 1                                   | 1                                   | 1                                   | 1                                   | 1                                   | 1                                   | 1                                   | 1                                   | 1                                   | 1                                   | Eiskunstlaufen                      | Eiskunstlaufen                      | Eiskunstlaufen                      | Eiskunstlaufen                      |
| X = Mixed                            |                                     | 1                                   | 1                                   |                                     | 1                                   | 1                                   | 1                                   | 1                                   | 1                                   | 1                                   | 1                                   | 1                                   | 1                                   | 1                                   | 1                                   | 2                                   | 2                                   | 2                                   | 2                                   | 2                                   | 2                                   | 2                                   | 2                                   | 2                                   | 2                                   | 3                                   | 3                                   | 3                                   | 3                                   | Eiskunstlaufen                      | Eiskunstlaufen                      | Eiskunstlaufen                      | Eiskunstlaufen                      |
| O = Open                             |                                     |                                     |                                     |                                     |                                     |                                     |                                     |                                     |                                     |                                     |                                     |                                     |                                     |                                     |                                     |                                     |                                     |                                     |                                     |                                     |                                     |                                     |                                     |                                     |                                     |                                     |                                     |                                     |                                     | Eiskunstlaufen                      | Eiskunstlaufen                      | Eiskunstlaufen                      | Eiskunstlaufen                      |
| Total                                |                                     | 4                                   | 3                                   |                                     | 3                                   | 3                                   | 3                                   | 3                                   | 3                                   | 3                                   | 3                                   | 3                                   | 3                                   | 3                                   | 3                                   | 4                                   | 4                                   | 4                                   | 4                                   | 4                                   | 4                                   | 4                                   | 4                                   | 4                                   | 4                                   | 5                                   | 5                                   | 5                                   | 5                                   | Eiskunstlaufen                      | Eiskunstlaufen                      | Eiskunstlaufen                      | Eiskunstlaufen                      |

### Eisschnelllauf
| Eisschnelllauf - Aktuelle Wettbewerbe                  | Eisschnelllauf - Aktuelle Wettbewerbe | Eisschnelllauf - Aktuelle Wettbewerbe | Eisschnelllauf - Aktuelle Wettbewerbe | Eisschnelllauf - Aktuelle Wettbewerbe | Eisschnelllauf - Aktuelle Wettbewerbe | Eisschnelllauf - Aktuelle Wettbewerbe | Eisschnelllauf - Aktuelle Wettbewerbe | Eisschnelllauf - Aktuelle Wettbewerbe | Eisschnelllauf - Aktuelle Wettbewerbe | Eisschnelllauf - Aktuelle Wettbewerbe | Eisschnelllauf - Aktuelle Wettbewerbe | Eisschnelllauf - Aktuelle Wettbewerbe | Eisschnelllauf - Aktuelle Wettbewerbe | Eisschnelllauf - Aktuelle Wettbewerbe | Eisschnelllauf - Aktuelle Wettbewerbe | Eisschnelllauf - Aktuelle Wettbewerbe | Eisschnelllauf - Aktuelle Wettbewerbe | Eisschnelllauf - Aktuelle Wettbewerbe | Eisschnelllauf - Aktuelle Wettbewerbe | Eisschnelllauf - Aktuelle Wettbewerbe | Eisschnelllauf - Aktuelle Wettbewerbe | Eisschnelllauf - Aktuelle Wettbewerbe | Eisschnelllauf - Aktuelle Wettbewerbe | Eisschnelllauf - Aktuelle Wettbewerbe | Eisschnelllauf - Aktuelle Wettbewerbe | Eisschnelllauf - Aktuelle Wettbewerbe | Eisschnelllauf - Aktuelle Wettbewerbe | Eisschnelllauf - Aktuelle Wettbewerbe | Eisschnelllauf - Aktuelle Wettbewerbe | Eisschnelllauf - Aktuelle Wettbewerbe | Eisschnelllauf - Aktuelle Wettbewerbe | Eisschnelllauf - Aktuelle Wettbewerbe | Eisschnelllauf - Aktuelle Wettbewerbe |
| Wettbewerb                                             | Sommer- spiele                        | Sommer- spiele                        | Sommer- spiele                        | Sommer- spiele                        | 19..                                  | 19..                                  | 19..                                  | 19..                                  | 19..                                  | 19..                                  | 19..                                  | 19..                                  | 19..                                  | 19..                                  | 19..                                  | 19..                                  | 19..                                  | 19..                                  | 19..                                  | 19..                                  | 19..                                  | 19..                                  | 20..                                  | 20..                                  | 20..                                  | 20..                                  | 20..                                  | 20..                                  | 20..                                  | Spiele                                | Spiele                                | Spiele                                | Spiele                                |
| Wettbewerb                                             |                                       | 08                                    | 20                                    |                                       | 24                                    | 28                                    | 32                                    | 36                                    | 48                                    | 52                                    | 56                                    | 60                                    | 64                                    | 68                                    | 72                                    | 76                                    | 80                                    | 84                                    | 88                                    | 92                                    | 94                                    | 98                                    | 02                                    | 06                                    | 10                                    | 14                                    | 18                                    | 22                                    | 26                                    | M                                     | F                                     | X                                     | O                                     |
| ------------------------------------------------------ | ------------------------------------- | ------------------------------------- | ------------------------------------- | ------------------------------------- | ------------------------------------- | ------------------------------------- | ------------------------------------- | ------------------------------------- | ------------------------------------- | ------------------------------------- | ------------------------------------- | ------------------------------------- | ------------------------------------- | ------------------------------------- | ------------------------------------- | ------------------------------------- | ------------------------------------- | ------------------------------------- | ------------------------------------- | ------------------------------------- | ------------------------------------- | ------------------------------------- | ------------------------------------- | ------------------------------------- | ------------------------------------- | ------------------------------------- | ------------------------------------- | ------------------------------------- | ------------------------------------- | ------------------------------------- | ------------------------------------- | ------------------------------------- | ------------------------------------- |
| 00.500 m (M/F)                                         |                                       |                                       |                                       |                                       | •                                     | •                                     | •                                     | •                                     | •                                     | •                                     | •                                     | • •                                   | • •                                   | • •                                   | • •                                   | • •                                   | • •                                   | • •                                   | • •                                   | • •                                   | • •                                   | • •                                   | • •                                   | • •                                   | • •                                   | • •                                   | • •                                   | • •                                   | • •                                   | 25                                    | 18                                    |                                       |                                       |
| 01000 m (F/M)                                          |                                       |                                       |                                       |                                       |                                       |                                       | •                                     |                                       |                                       |                                       |                                       | •                                     | •                                     | •                                     | •                                     | • •                                   | • •                                   | • •                                   | • •                                   | • •                                   | • •                                   | • •                                   | • •                                   | • •                                   | • •                                   | • •                                   | • •                                   | • •                                   | • •                                   | 14                                    | 18                                    |                                       |                                       |
| 01500 m (M/F)                                          |                                       |                                       |                                       |                                       | •                                     | •                                     | •                                     | •                                     | •                                     | •                                     | •                                     | • •                                   | • •                                   | • •                                   | • •                                   | • •                                   | • •                                   | • •                                   | • •                                   | • •                                   | • •                                   | • •                                   | • •                                   | • •                                   | • •                                   | • •                                   | • •                                   | • •                                   | • •                                   | 25                                    | 18                                    |                                       |                                       |
| 03000 m (F)                                            |                                       |                                       |                                       |                                       |                                       |                                       |                                       |                                       |                                       |                                       |                                       | •                                     | •                                     | •                                     | •                                     | •                                     | •                                     | •                                     | •                                     | •                                     | •                                     | •                                     | •                                     | •                                     | •                                     | •                                     | •                                     | •                                     | •                                     |                                       | 18                                    |                                       |                                       |
| 05000 m (M/F)                                          |                                       |                                       |                                       |                                       | •                                     | •                                     | •                                     | •                                     | •                                     | •                                     | •                                     | •                                     | •                                     | •                                     | •                                     | •                                     | •                                     | •                                     | • •                                   | • •                                   | • •                                   | • •                                   | • •                                   | • •                                   | • •                                   | • •                                   | • •                                   | • •                                   | • •                                   | 25                                    | 11                                    |                                       |                                       |
| 10.000 m (M)                                           |                                       |                                       |                                       |                                       | •                                     | 1                                     | •                                     | •                                     | •                                     | •                                     | •                                     | •                                     | •                                     | •                                     | •                                     | •                                     | •                                     | •                                     | •                                     | •                                     | •                                     | •                                     | •                                     | •                                     | •                                     | •                                     | •                                     | •                                     | •                                     | 24                                    |                                       |                                       |                                       |
| Mannschaftsverfolgung (M/F)                            |                                       |                                       |                                       |                                       |                                       |                                       |                                       |                                       |                                       |                                       |                                       |                                       |                                       |                                       |                                       |                                       |                                       |                                       |                                       |                                       |                                       |                                       |                                       | • •                                   | • •                                   | • •                                   | • •                                   | • •                                   | • •                                   | 6                                     | 6                                     |                                       |                                       |
| Massenstart (M/F)                                      |                                       |                                       |                                       |                                       |                                       |                                       |                                       |                                       |                                       |                                       |                                       |                                       |                                       |                                       |                                       |                                       |                                       |                                       |                                       |                                       |                                       |                                       |                                       |                                       |                                       |                                       | • •                                   | • •                                   | • •                                   | 3                                     | 3                                     |                                       |                                       |
| Eisschnelllauf - Ehemalige Wettbewerbe                 |                                       |                                       |                                       |                                       |                                       |                                       |                                       |                                       |                                       |                                       |                                       |                                       |                                       |                                       |                                       |                                       |                                       |                                       |                                       |                                       |                                       |                                       |                                       |                                       |                                       |                                       |                                       |                                       |                                       |                                       |                                       |                                       |                                       |
| Wettbewerb                                             | Sommer- spiele                        | Sommer- spiele                        | Sommer- spiele                        | Sommer- spiele                        | 19..                                  | 19..                                  | 19..                                  | 19..                                  | 19..                                  | 19..                                  | 19..                                  | 19..                                  | 19..                                  | 19..                                  | 19..                                  | 19..                                  | 19..                                  | 19..                                  | 19..                                  | 19..                                  | 19..                                  | 19..                                  | 20..                                  | 20..                                  | 20..                                  | 20..                                  | 20..                                  | 20..                                  | 20..                                  | Spiele                                | Spiele                                | Spiele                                | Spiele                                |
| Wettbewerb                                             |                                       | 08                                    | 20                                    |                                       | 24                                    | 28                                    | 32                                    | 36                                    | 48                                    | 52                                    | 56                                    | 60                                    | 64                                    | 68                                    | 72                                    | 76                                    | 80                                    | 84                                    | 88                                    | 92                                    | 94                                    | 98                                    | 02                                    | 06                                    | 10                                    | 14                                    | 18                                    | 22                                    | 26                                    | M                                     | F                                     | X                                     | O                                     |
| Mehrkampf (M)                                          |                                       |                                       |                                       |                                       | •                                     |                                       |                                       |                                       |                                       |                                       |                                       |                                       |                                       |                                       |                                       |                                       |                                       |                                       |                                       |                                       |                                       |                                       |                                       |                                       |                                       |                                       |                                       |                                       |                                       | 1                                     |                                       |                                       |                                       |
| Eisschnelllauf - Zusätzliche Demonstrationswettbewerbe |                                       |                                       |                                       |                                       |                                       |                                       |                                       |                                       |                                       |                                       |                                       |                                       |                                       |                                       |                                       |                                       |                                       |                                       |                                       |                                       |                                       |                                       |                                       |                                       |                                       |                                       |                                       |                                       |                                       |                                       |                                       |                                       |                                       |
| Wettbewerb                                             | Sommer- spiele                        | Sommer- spiele                        | Sommer- spiele                        | Sommer- spiele                        | 19..                                  | 19..                                  | 19..                                  | 19..                                  | 19..                                  | 19..                                  | 19..                                  | 19..                                  | 19..                                  | 19..                                  | 19..                                  | 19..                                  | 19..                                  | 19..                                  | 19..                                  | 19..                                  | 19..                                  | 19..                                  | 20..                                  | 20..                                  | 20..                                  | 20..                                  | 20..                                  | 20..                                  | 20..                                  | Spiele                                | Spiele                                | Spiele                                | Spiele                                |
| Wettbewerb                                             |                                       | 08                                    | 20                                    |                                       | 24                                    | 28                                    | 32                                    | 36                                    | 48                                    | 52                                    | 56                                    | 60                                    | 64                                    | 68                                    | 72                                    | 76                                    | 80                                    | 84                                    | 88                                    | 92                                    | 94                                    | 98                                    | 02                                    | 06                                    | 10                                    | 14                                    | 18                                    | 22                                    | 26                                    | M                                     | F                                     | X                                     | O                                     |
| 00.500 m (F)                                           |                                       |                                       |                                       |                                       |                                       |                                       | •                                     |                                       |                                       |                                       |                                       |                                       |                                       |                                       |                                       |                                       |                                       |                                       |                                       |                                       |                                       |                                       |                                       |                                       |                                       |                                       |                                       |                                       |                                       |                                       |                                       |                                       |                                       |
| 01500 m (F)                                            |                                       |                                       |                                       |                                       |                                       |                                       | •                                     |                                       |                                       |                                       |                                       |                                       |                                       |                                       |                                       |                                       |                                       |                                       |                                       |                                       |                                       |                                       |                                       |                                       |                                       |                                       |                                       |                                       |                                       |                                       |                                       |                                       |                                       |
| Anzahl der Wettbewerbe                                 |                                       |                                       |                                       |                                       |                                       |                                       |                                       |                                       |                                       |                                       |                                       |                                       |                                       |                                       |                                       |                                       |                                       |                                       |                                       |                                       |                                       |                                       |                                       |                                       |                                       |                                       |                                       |                                       |                                       |                                       |                                       |                                       |                                       |
|                                                        | Sommer- spiele                        | Sommer- spiele                        | Sommer- spiele                        | Sommer- spiele                        | 19..                                  | 19..                                  | 19..                                  | 19..                                  | 19..                                  | 19..                                  | 19..                                  | 19..                                  | 19..                                  | 19..                                  | 19..                                  | 19..                                  | 19..                                  | 19..                                  | 19..                                  | 19..                                  | 19..                                  | 19..                                  | 20..                                  | 20..                                  | 20..                                  | 20..                                  | 20..                                  | 20..                                  | 20..                                  |                                       |                                       |                                       |                                       |
|                                                        | 08                                    | 20                                    |                                       | 24                                    | 28                                    | 32                                    | 36                                    | 48                                    | 52                                    | 56                                    | 60                                    | 64                                    | 68                                    | 72                                    | 76                                    | 80                                    | 84                                    | 88                                    | 92                                    | 94                                    | 98                                    | 02                                    | 06                                    | 10                                    | 14                                    | 18                                    | 22                                    | 26                                    |                                       |                                       |                                       |                                       |                                       |
| M = Männer                                             |                                       |                                       |                                       |                                       | 5                                     | 3                                     | 4                                     | 4                                     | 4                                     | 4                                     | 4                                     | 4                                     | 4                                     | 4                                     | 4                                     | 5                                     | 5                                     | 5                                     | 5                                     | 5                                     | 5                                     | 5                                     | 5                                     | 6                                     | 6                                     | 6                                     | 7                                     | 7                                     | 7                                     | Eisschnelllauf                        | Eisschnelllauf                        | Eisschnelllauf                        | Eisschnelllauf                        |
| F = Frauen                                             |                                       |                                       |                                       |                                       |                                       |                                       |                                       |                                       |                                       |                                       |                                       | 4                                     | 4                                     | 4                                     | 4                                     | 4                                     | 4                                     | 4                                     | 5                                     | 5                                     | 5                                     | 5                                     | 5                                     | 6                                     | 6                                     | 6                                     | 7                                     | 7                                     | 7                                     | Eisschnelllauf                        | Eisschnelllauf                        | Eisschnelllauf                        | Eisschnelllauf                        |
| X = Mixed                                              |                                       |                                       |                                       |                                       |                                       |                                       |                                       |                                       |                                       |                                       |                                       |                                       |                                       |                                       |                                       |                                       |                                       |                                       |                                       |                                       |                                       |                                       |                                       |                                       |                                       |                                       |                                       |                                       |                                       | Eisschnelllauf                        | Eisschnelllauf                        | Eisschnelllauf                        | Eisschnelllauf                        |
| O = Open                                               |                                       |                                       |                                       |                                       |                                       |                                       |                                       |                                       |                                       |                                       |                                       |                                       |                                       |                                       |                                       |                                       |                                       |                                       |                                       |                                       |                                       |                                       |                                       |                                       |                                       |                                       |                                       |                                       |                                       | Eisschnelllauf                        | Eisschnelllauf                        | Eisschnelllauf                        | Eisschnelllauf                        |
| Total                                                  |                                       |                                       |                                       |                                       | 5                                     | 3                                     | 4                                     | 4                                     | 4                                     | 4                                     | 4                                     | 8                                     | 8                                     | 8                                     | 8                                     | 9                                     | 9                                     | 9                                     | 10                                    | 10                                    | 10                                    | 10                                    | 10                                    | 12                                    | 12                                    | 12                                    | 14                                    | 14                                    | 14                                    | Eisschnelllauf                        | Eisschnelllauf                        | Eisschnelllauf                        | Eisschnelllauf                        |

### Shorttrack
| Shorttrack - Aktuelle Wettbewerbe                | Shorttrack - Aktuelle Wettbewerbe | Shorttrack - Aktuelle Wettbewerbe | Shorttrack - Aktuelle Wettbewerbe | Shorttrack - Aktuelle Wettbewerbe | Shorttrack - Aktuelle Wettbewerbe | Shorttrack - Aktuelle Wettbewerbe | Shorttrack - Aktuelle Wettbewerbe | Shorttrack - Aktuelle Wettbewerbe | Shorttrack - Aktuelle Wettbewerbe | Shorttrack - Aktuelle Wettbewerbe | Shorttrack - Aktuelle Wettbewerbe | Shorttrack - Aktuelle Wettbewerbe | Shorttrack - Aktuelle Wettbewerbe | Shorttrack - Aktuelle Wettbewerbe | Shorttrack - Aktuelle Wettbewerbe | Shorttrack - Aktuelle Wettbewerbe | Shorttrack - Aktuelle Wettbewerbe | Shorttrack - Aktuelle Wettbewerbe | Shorttrack - Aktuelle Wettbewerbe | Shorttrack - Aktuelle Wettbewerbe | Shorttrack - Aktuelle Wettbewerbe | Shorttrack - Aktuelle Wettbewerbe | Shorttrack - Aktuelle Wettbewerbe | Shorttrack - Aktuelle Wettbewerbe | Shorttrack - Aktuelle Wettbewerbe | Shorttrack - Aktuelle Wettbewerbe | Shorttrack - Aktuelle Wettbewerbe | Shorttrack - Aktuelle Wettbewerbe | Shorttrack - Aktuelle Wettbewerbe | Shorttrack - Aktuelle Wettbewerbe | Shorttrack - Aktuelle Wettbewerbe | Shorttrack - Aktuelle Wettbewerbe | Shorttrack - Aktuelle Wettbewerbe |
| Wettbewerb                                       | Sommer- spiele                    | Sommer- spiele                    | Sommer- spiele                    | Sommer- spiele                    | 19..                              | 19..                              | 19..                              | 19..                              | 19..                              | 19..                              | 19..                              | 19..                              | 19..                              | 19..                              | 19..                              | 19..                              | 19..                              | 19..                              | 19..                              | 19..                              | 19..                              | 19..                              | 20..                              | 20..                              | 20..                              | 20..                              | 20..                              | 20..                              | 20..                              | Spiele                            | Spiele                            | Spiele                            | Spiele                            |
| Wettbewerb                                       |                                   | 08                                | 20                                |                                   | 24                                | 28                                | 32                                | 36                                | 48                                | 52                                | 56                                | 60                                | 64                                | 68                                | 72                                | 76                                | 80                                | 84                                | 88                                | 92                                | 94                                | 98                                | 02                                | 06                                | 10                                | 14                                | 18                                | 22                                | 26                                | M                                 | F                                 | X                                 | O                                 |
| ------------------------------------------------ | --------------------------------- | --------------------------------- | --------------------------------- | --------------------------------- | --------------------------------- | --------------------------------- | --------------------------------- | --------------------------------- | --------------------------------- | --------------------------------- | --------------------------------- | --------------------------------- | --------------------------------- | --------------------------------- | --------------------------------- | --------------------------------- | --------------------------------- | --------------------------------- | --------------------------------- | --------------------------------- | --------------------------------- | --------------------------------- | --------------------------------- | --------------------------------- | --------------------------------- | --------------------------------- | --------------------------------- | --------------------------------- | --------------------------------- | --------------------------------- | --------------------------------- | --------------------------------- | --------------------------------- |
| 0.500 m (F/M)                                    |                                   |                                   |                                   |                                   |                                   |                                   |                                   |                                   |                                   |                                   |                                   |                                   |                                   |                                   |                                   |                                   |                                   |                                   | • •                               | •                                 | • •                               | • •                               | • •                               | • •                               | • •                               | • •                               | • •                               | • •                               | • •                               | 9                                 | 10                                |                                   |                                   |
| 1000 m (M/F)                                     |                                   |                                   |                                   |                                   |                                   |                                   |                                   |                                   |                                   |                                   |                                   |                                   |                                   |                                   |                                   |                                   |                                   |                                   | • •                               | •                                 | • •                               | • •                               | • •                               | • •                               | • •                               | • •                               | • •                               | • •                               | • •                               | 10                                | 8                                 |                                   |                                   |
| 1500 m (M/F)                                     |                                   |                                   |                                   |                                   |                                   |                                   |                                   |                                   |                                   |                                   |                                   |                                   |                                   |                                   |                                   |                                   |                                   |                                   | • •                               |                                   |                                   |                                   | • •                               | • •                               | • •                               | • •                               | • •                               | • •                               | • •                               | 7                                 | 7                                 |                                   |                                   |
| 3000 m Staffel (F)                               |                                   |                                   |                                   |                                   |                                   |                                   |                                   |                                   |                                   |                                   |                                   |                                   |                                   |                                   |                                   |                                   |                                   |                                   | •                                 | •                                 | •                                 | •                                 | •                                 | •                                 | •                                 | •                                 | •                                 | •                                 | •                                 |                                   | 10                                |                                   |                                   |
| 5000 m Staffel (M)                               |                                   |                                   |                                   |                                   |                                   |                                   |                                   |                                   |                                   |                                   |                                   |                                   |                                   |                                   |                                   |                                   |                                   |                                   | •                                 | •                                 | •                                 | •                                 | •                                 | •                                 | •                                 | •                                 | •                                 | •                                 | •                                 | 10                                |                                   |                                   |                                   |
| Mixed Staffel                                    |                                   |                                   |                                   |                                   |                                   |                                   |                                   |                                   |                                   |                                   |                                   |                                   |                                   |                                   |                                   |                                   |                                   |                                   |                                   |                                   |                                   |                                   |                                   |                                   |                                   |                                   |                                   | •                                 | •                                 |                                   |                                   | 2                                 |                                   |
| Shorttrack - Ehemalige Demonstrationswettbewerbe |                                   |                                   |                                   |                                   |                                   |                                   |                                   |                                   |                                   |                                   |                                   |                                   |                                   |                                   |                                   |                                   |                                   |                                   |                                   |                                   |                                   |                                   |                                   |                                   |                                   |                                   |                                   |                                   |                                   |                                   |                                   |                                   |                                   |
| Wettbewerb                                       | Sommer- spiele                    | Sommer- spiele                    | Sommer- spiele                    | Sommer- spiele                    | 19..                              | 19..                              | 19..                              | 19..                              | 19..                              | 19..                              | 19..                              | 19..                              | 19..                              | 19..                              | 19..                              | 19..                              | 19..                              | 19..                              | 19..                              | 19..                              | 19..                              | 19..                              | 20..                              | 20..                              | 20..                              | 20..                              | 20..                              | 20..                              | 20..                              | Spiele                            | Spiele                            | Spiele                            | Spiele                            |
| Wettbewerb                                       |                                   | 08                                | 20                                |                                   | 24                                | 28                                | 32                                | 36                                | 48                                | 52                                | 56                                | 60                                | 64                                | 68                                | 72                                | 76                                | 80                                | 84                                | 88                                | 92                                | 94                                | 98                                | 02                                | 06                                | 10                                | 14                                | 18                                | 22                                | 26                                | M                                 | F                                 | X                                 | O                                 |
| 3000 m (M/F)                                     |                                   |                                   |                                   |                                   |                                   |                                   |                                   |                                   |                                   |                                   |                                   |                                   |                                   |                                   |                                   |                                   |                                   |                                   | • •                               |                                   |                                   |                                   |                                   |                                   |                                   |                                   |                                   |                                   |                                   |                                   |                                   |                                   |                                   |
| Anzahl der Wettbewerbe                           |                                   |                                   |                                   |                                   |                                   |                                   |                                   |                                   |                                   |                                   |                                   |                                   |                                   |                                   |                                   |                                   |                                   |                                   |                                   |                                   |                                   |                                   |                                   |                                   |                                   |                                   |                                   |                                   |                                   |                                   |                                   |                                   |                                   |
|                                                  | Sommer- spiele                    | Sommer- spiele                    | Sommer- spiele                    | Sommer- spiele                    | 19..                              | 19..                              | 19..                              | 19..                              | 19..                              | 19..                              | 19..                              | 19..                              | 19..                              | 19..                              | 19..                              | 19..                              | 19..                              | 19..                              | 19..                              | 19..                              | 19..                              | 19..                              | 20..                              | 20..                              | 20..                              | 20..                              | 20..                              | 20..                              | 20..                              |                                   |                                   |                                   |                                   |
|                                                  | 08                                | 20                                |                                   | 24                                | 28                                | 32                                | 36                                | 48                                | 52                                | 56                                | 60                                | 64                                | 68                                | 72                                | 76                                | 80                                | 84                                | 88                                | 92                                | 94                                | 98                                | 02                                | 06                                | 10                                | 14                                | 18                                | 22                                | 26                                |                                   |                                   |                                   |                                   |                                   |
| M = Männer                                       |                                   |                                   |                                   |                                   |                                   |                                   |                                   |                                   |                                   |                                   |                                   |                                   |                                   |                                   |                                   |                                   |                                   |                                   |                                   | 2                                 | 3                                 | 3                                 | 4                                 | 4                                 | 4                                 | 4                                 | 4                                 | 4                                 | 4                                 | Shorttrack                        | Shorttrack                        | Shorttrack                        | Shorttrack                        |
| F = Frauen                                       |                                   |                                   |                                   |                                   |                                   |                                   |                                   |                                   |                                   |                                   |                                   |                                   |                                   |                                   |                                   |                                   |                                   |                                   |                                   | 2                                 | 3                                 | 3                                 | 4                                 | 4                                 | 4                                 | 4                                 | 4                                 | 4                                 | 4                                 | Shorttrack                        | Shorttrack                        | Shorttrack                        | Shorttrack                        |
| X = Mixed                                        |                                   |                                   |                                   |                                   |                                   |                                   |                                   |                                   |                                   |                                   |                                   |                                   |                                   |                                   |                                   |                                   |                                   |                                   |                                   |                                   |                                   |                                   |                                   |                                   |                                   |                                   |                                   | 1                                 | 1                                 | Shorttrack                        | Shorttrack                        | Shorttrack                        | Shorttrack                        |
| O = Open                                         |                                   |                                   |                                   |                                   |                                   |                                   |                                   |                                   |                                   |                                   |                                   |                                   |                                   |                                   |                                   |                                   |                                   |                                   |                                   |                                   |                                   |                                   |                                   |                                   |                                   |                                   |                                   |                                   |                                   | Shorttrack                        | Shorttrack                        | Shorttrack                        | Shorttrack                        |
| Total                                            |                                   |                                   |                                   |                                   |                                   |                                   |                                   |                                   |                                   |                                   |                                   |                                   |                                   |                                   |                                   |                                   |                                   |                                   |                                   | 4                                 | 6                                 | 6                                 | 8                                 | 8                                 | 8                                 | 8                                 | 8                                 | 9                                 | 9                                 | Shorttrack                        | Shorttrack                        | Shorttrack                        | Shorttrack                        |

## Rennrodeln
| Rennrodeln - Aktuelle Wettbewerbe | Rennrodeln - Aktuelle Wettbewerbe | Rennrodeln - Aktuelle Wettbewerbe | Rennrodeln - Aktuelle Wettbewerbe | Rennrodeln - Aktuelle Wettbewerbe | Rennrodeln - Aktuelle Wettbewerbe | Rennrodeln - Aktuelle Wettbewerbe | Rennrodeln - Aktuelle Wettbewerbe | Rennrodeln - Aktuelle Wettbewerbe | Rennrodeln - Aktuelle Wettbewerbe | Rennrodeln - Aktuelle Wettbewerbe | Rennrodeln - Aktuelle Wettbewerbe | Rennrodeln - Aktuelle Wettbewerbe | Rennrodeln - Aktuelle Wettbewerbe | Rennrodeln - Aktuelle Wettbewerbe | Rennrodeln - Aktuelle Wettbewerbe | Rennrodeln - Aktuelle Wettbewerbe | Rennrodeln - Aktuelle Wettbewerbe | Rennrodeln - Aktuelle Wettbewerbe | Rennrodeln - Aktuelle Wettbewerbe | Rennrodeln - Aktuelle Wettbewerbe | Rennrodeln - Aktuelle Wettbewerbe | Rennrodeln - Aktuelle Wettbewerbe | Rennrodeln - Aktuelle Wettbewerbe | Rennrodeln - Aktuelle Wettbewerbe | Rennrodeln - Aktuelle Wettbewerbe | Rennrodeln - Aktuelle Wettbewerbe | Rennrodeln - Aktuelle Wettbewerbe | Rennrodeln - Aktuelle Wettbewerbe | Rennrodeln - Aktuelle Wettbewerbe | Rennrodeln - Aktuelle Wettbewerbe | Rennrodeln - Aktuelle Wettbewerbe | Rennrodeln - Aktuelle Wettbewerbe | Rennrodeln - Aktuelle Wettbewerbe |
| Wettbewerb                        | Sommer- spiele                    | Sommer- spiele                    | Sommer- spiele                    | Sommer- spiele                    | 19..                              | 19..                              | 19..                              | 19..                              | 19..                              | 19..                              | 19..                              | 19..                              | 19..                              | 19..                              | 19..                              | 19..                              | 19..                              | 19..                              | 19..                              | 19..                              | 19..                              | 19..                              | 20..                              | 20..                              | 20..                              | 20..                              | 20..                              | 20..                              | 20..                              | Spiele                            | Spiele                            | Spiele                            | Spiele                            |
| Wettbewerb                        |                                   | 08                                | 20                                |                                   | 24                                | 28                                | 32                                | 36                                | 48                                | 52                                | 56                                | 60                                | 64                                | 68                                | 72                                | 76                                | 80                                | 84                                | 88                                | 92                                | 94                                | 98                                | 02                                | 06                                | 10                                | 14                                | 18                                | 22                                | 26                                | M                                 | F                                 | X                                 | O                                 |
| --------------------------------- | --------------------------------- | --------------------------------- | --------------------------------- | --------------------------------- | --------------------------------- | --------------------------------- | --------------------------------- | --------------------------------- | --------------------------------- | --------------------------------- | --------------------------------- | --------------------------------- | --------------------------------- | --------------------------------- | --------------------------------- | --------------------------------- | --------------------------------- | --------------------------------- | --------------------------------- | --------------------------------- | --------------------------------- | --------------------------------- | --------------------------------- | --------------------------------- | --------------------------------- | --------------------------------- | --------------------------------- | --------------------------------- | --------------------------------- | --------------------------------- | --------------------------------- | --------------------------------- | --------------------------------- |
| Einsitzer (M/F)                   |                                   |                                   |                                   |                                   |                                   |                                   |                                   |                                   |                                   |                                   |                                   |                                   | • •                               | • •                               | • •                               | • •                               | • •                               | • •                               | • •                               | • •                               | • •                               | • •                               | • •                               | • •                               | • •                               | • •                               | • •                               | • •                               | • •                               | 17                                | 17                                |                                   |                                   |
| Doppelsitzer (M)                  |                                   |                                   |                                   |                                   |                                   |                                   |                                   |                                   |                                   |                                   |                                   |                                   | •                                 | •                                 | •                                 | •                                 | •                                 | •                                 | •                                 | •                                 | •                                 | •                                 | •                                 | •                                 | •                                 | •                                 | •                                 | •                                 | • •                               | 17                                | 1                                 |                                   |                                   |
| Mixed Teamstaffel (X)             |                                   |                                   |                                   |                                   |                                   |                                   |                                   |                                   |                                   |                                   |                                   |                                   |                                   |                                   |                                   |                                   |                                   |                                   |                                   |                                   |                                   |                                   |                                   |                                   |                                   | •                                 | •                                 | •                                 | •                                 |                                   |                                   | 4                                 |                                   |
| Anzahl der Wettbewerbe            |                                   |                                   |                                   |                                   |                                   |                                   |                                   |                                   |                                   |                                   |                                   |                                   |                                   |                                   |                                   |                                   |                                   |                                   |                                   |                                   |                                   |                                   |                                   |                                   |                                   |                                   |                                   |                                   |                                   |                                   |                                   |                                   |                                   |
|                                   | Sommer- spiele                    | Sommer- spiele                    | Sommer- spiele                    | Sommer- spiele                    | 19..                              | 19..                              | 19..                              | 19..                              | 19..                              | 19..                              | 19..                              | 19..                              | 19..                              | 19..                              | 19..                              | 19..                              | 19..                              | 19..                              | 19..                              | 19..                              | 19..                              | 19..                              | 20..                              | 20..                              | 20..                              | 20..                              | 20..                              | 20..                              | 20..                              |                                   |                                   |                                   |                                   |
|                                   | 08                                | 20                                |                                   | 24                                | 28                                | 32                                | 36                                | 48                                | 52                                | 56                                | 60                                | 64                                | 68                                | 72                                | 76                                | 80                                | 84                                | 88                                | 92                                | 94                                | 98                                | 02                                | 06                                | 10                                | 14                                | 18                                | 22                                | 26                                |                                   |                                   |                                   |                                   |                                   |
| M = Männer                        |                                   |                                   |                                   |                                   |                                   |                                   |                                   |                                   |                                   |                                   |                                   |                                   | 2                                 | 2                                 | 2                                 | 2                                 | 2                                 | 2                                 | 2                                 | 2                                 | 2                                 | 2                                 | 2                                 | 2                                 | 2                                 | 2                                 | 2                                 | 2                                 | 2                                 | Rennrodeln                        | Rennrodeln                        | Rennrodeln                        | Rennrodeln                        |
| F = Frauen                        |                                   |                                   |                                   |                                   |                                   |                                   |                                   |                                   |                                   |                                   |                                   |                                   | 1                                 | 1                                 | 1                                 | 1                                 | 1                                 | 1                                 | 1                                 | 1                                 | 1                                 | 1                                 | 1                                 | 1                                 | 1                                 | 1                                 | 1                                 | 1                                 | 2                                 | Rennrodeln                        | Rennrodeln                        | Rennrodeln                        | Rennrodeln                        |
| X = Mixed                         |                                   |                                   |                                   |                                   |                                   |                                   |                                   |                                   |                                   |                                   |                                   |                                   |                                   |                                   |                                   |                                   |                                   |                                   |                                   |                                   |                                   |                                   |                                   |                                   |                                   | 1                                 | 1                                 | 1                                 | 1                                 | Rennrodeln                        | Rennrodeln                        | Rennrodeln                        | Rennrodeln                        |
| O = Open                          |                                   |                                   |                                   |                                   |                                   |                                   |                                   |                                   |                                   |                                   |                                   |                                   |                                   |                                   |                                   |                                   |                                   |                                   |                                   |                                   |                                   |                                   |                                   |                                   |                                   |                                   |                                   |                                   |                                   | Rennrodeln                        | Rennrodeln                        | Rennrodeln                        | Rennrodeln                        |
| Total                             |                                   |                                   |                                   |                                   |                                   |                                   |                                   |                                   |                                   |                                   |                                   |                                   | 3                                 | 3                                 | 3                                 | 3                                 | 3                                 | 3                                 | 3                                 | 3                                 | 3                                 | 3                                 | 3                                 | 3                                 | 3                                 | 4                                 | 4                                 | 4                                 | 5                                 | Rennrodeln                        | Rennrodeln                        | Rennrodeln                        | Rennrodeln                        |

## Skibergsteigen
| Skibergsteigen - Aktuelle Wettbewerbe | Skibergsteigen - Aktuelle Wettbewerbe | Skibergsteigen - Aktuelle Wettbewerbe | Skibergsteigen - Aktuelle Wettbewerbe | Skibergsteigen - Aktuelle Wettbewerbe | Skibergsteigen - Aktuelle Wettbewerbe | Skibergsteigen - Aktuelle Wettbewerbe | Skibergsteigen - Aktuelle Wettbewerbe | Skibergsteigen - Aktuelle Wettbewerbe | Skibergsteigen - Aktuelle Wettbewerbe | Skibergsteigen - Aktuelle Wettbewerbe | Skibergsteigen - Aktuelle Wettbewerbe | Skibergsteigen - Aktuelle Wettbewerbe | Skibergsteigen - Aktuelle Wettbewerbe | Skibergsteigen - Aktuelle Wettbewerbe | Skibergsteigen - Aktuelle Wettbewerbe | Skibergsteigen - Aktuelle Wettbewerbe | Skibergsteigen - Aktuelle Wettbewerbe | Skibergsteigen - Aktuelle Wettbewerbe | Skibergsteigen - Aktuelle Wettbewerbe | Skibergsteigen - Aktuelle Wettbewerbe | Skibergsteigen - Aktuelle Wettbewerbe | Skibergsteigen - Aktuelle Wettbewerbe | Skibergsteigen - Aktuelle Wettbewerbe | Skibergsteigen - Aktuelle Wettbewerbe | Skibergsteigen - Aktuelle Wettbewerbe | Skibergsteigen - Aktuelle Wettbewerbe | Skibergsteigen - Aktuelle Wettbewerbe | Skibergsteigen - Aktuelle Wettbewerbe | Skibergsteigen - Aktuelle Wettbewerbe | Skibergsteigen - Aktuelle Wettbewerbe | Skibergsteigen - Aktuelle Wettbewerbe | Skibergsteigen - Aktuelle Wettbewerbe | Skibergsteigen - Aktuelle Wettbewerbe |
| Wettbewerb                            | Sommer- spiele                        | Sommer- spiele                        | Sommer- spiele                        | Sommer- spiele                        | 19..                                  | 19..                                  | 19..                                  | 19..                                  | 19..                                  | 19..                                  | 19..                                  | 19..                                  | 19..                                  | 19..                                  | 19..                                  | 19..                                  | 19..                                  | 19..                                  | 19..                                  | 19..                                  | 19..                                  | 19..                                  | 20..                                  | 20..                                  | 20..                                  | 20..                                  | 20..                                  | 20..                                  | 20..                                  | Spiele                                | Spiele                                | Spiele                                | Spiele                                |
| Wettbewerb                            |                                       | 08                                    | 20                                    |                                       | 24                                    | 28                                    | 32                                    | 36                                    | 48                                    | 52                                    | 56                                    | 60                                    | 64                                    | 68                                    | 72                                    | 76                                    | 80                                    | 84                                    | 88                                    | 92                                    | 94                                    | 98                                    | 02                                    | 06                                    | 10                                    | 14                                    | 18                                    | 22                                    | 26                                    | M                                     | F                                     | X                                     | O                                     |
| ------------------------------------- | ------------------------------------- | ------------------------------------- | ------------------------------------- | ------------------------------------- | ------------------------------------- | ------------------------------------- | ------------------------------------- | ------------------------------------- | ------------------------------------- | ------------------------------------- | ------------------------------------- | ------------------------------------- | ------------------------------------- | ------------------------------------- | ------------------------------------- | ------------------------------------- | ------------------------------------- | ------------------------------------- | ------------------------------------- | ------------------------------------- | ------------------------------------- | ------------------------------------- | ------------------------------------- | ------------------------------------- | ------------------------------------- | ------------------------------------- | ------------------------------------- | ------------------------------------- | ------------------------------------- | ------------------------------------- | ------------------------------------- | ------------------------------------- | ------------------------------------- |
| Sprint (M/F)                          |                                       |                                       |                                       |                                       |                                       |                                       |                                       |                                       |                                       |                                       |                                       |                                       |                                       |                                       |                                       |                                       |                                       |                                       |                                       |                                       |                                       |                                       |                                       |                                       |                                       |                                       |                                       |                                       | • •                                   | 1                                     | 1                                     |                                       |                                       |
| Mixed Team (X)                        |                                       |                                       |                                       |                                       |                                       |                                       |                                       |                                       |                                       |                                       |                                       |                                       |                                       |                                       |                                       |                                       |                                       |                                       |                                       |                                       |                                       |                                       |                                       |                                       |                                       |                                       |                                       |                                       | •                                     |                                       |                                       | 1                                     |                                       |
| Anzahl der Wettbewerbe                |                                       |                                       |                                       |                                       |                                       |                                       |                                       |                                       |                                       |                                       |                                       |                                       |                                       |                                       |                                       |                                       |                                       |                                       |                                       |                                       |                                       |                                       |                                       |                                       |                                       |                                       |                                       |                                       |                                       |                                       |                                       |                                       |                                       |
|                                       | Sommer- spiele                        | Sommer- spiele                        | Sommer- spiele                        | Sommer- spiele                        | 19..                                  | 19..                                  | 19..                                  | 19..                                  | 19..                                  | 19..                                  | 19..                                  | 19..                                  | 19..                                  | 19..                                  | 19..                                  | 19..                                  | 19..                                  | 19..                                  | 19..                                  | 19..                                  | 19..                                  | 19..                                  | 20..                                  | 20..                                  | 20..                                  | 20..                                  | 20..                                  | 20..                                  | 20..                                  |                                       |                                       |                                       |                                       |
|                                       | 08                                    | 20                                    |                                       | 24                                    | 28                                    | 32                                    | 36                                    | 48                                    | 52                                    | 56                                    | 60                                    | 64                                    | 68                                    | 72                                    | 76                                    | 80                                    | 84                                    | 88                                    | 92                                    | 94                                    | 98                                    | 02                                    | 06                                    | 10                                    | 14                                    | 18                                    | 22                                    | 26                                    |                                       |                                       |                                       |                                       |                                       |
| M = Männer                            |                                       |                                       |                                       |                                       |                                       |                                       |                                       |                                       |                                       |                                       |                                       |                                       |                                       |                                       |                                       |                                       |                                       |                                       |                                       |                                       |                                       |                                       |                                       |                                       |                                       |                                       |                                       |                                       | 1                                     | Skibergsteigen                        | Skibergsteigen                        | Skibergsteigen                        | Skibergsteigen                        |
| F = Frauen                            |                                       |                                       |                                       |                                       |                                       |                                       |                                       |                                       |                                       |                                       |                                       |                                       |                                       |                                       |                                       |                                       |                                       |                                       |                                       |                                       |                                       |                                       |                                       |                                       |                                       |                                       |                                       |                                       | 1                                     | Skibergsteigen                        | Skibergsteigen                        | Skibergsteigen                        | Skibergsteigen                        |
| X = Mixed                             |                                       |                                       |                                       |                                       |                                       |                                       |                                       |                                       |                                       |                                       |                                       |                                       |                                       |                                       |                                       |                                       |                                       |                                       |                                       |                                       |                                       |                                       |                                       |                                       |                                       |                                       |                                       |                                       | 1                                     | Skibergsteigen                        | Skibergsteigen                        | Skibergsteigen                        | Skibergsteigen                        |
| O = Open                              |                                       |                                       |                                       |                                       |                                       |                                       |                                       |                                       |                                       |                                       |                                       |                                       |                                       |                                       |                                       |                                       |                                       |                                       |                                       |                                       |                                       |                                       |                                       |                                       |                                       |                                       |                                       |                                       |                                       | Skibergsteigen                        | Skibergsteigen                        | Skibergsteigen                        | Skibergsteigen                        |
| Total                                 |                                       |                                       |                                       |                                       |                                       |                                       |                                       |                                       |                                       |                                       |                                       |                                       |                                       |                                       |                                       |                                       |                                       |                                       |                                       |                                       |                                       |                                       |                                       |                                       |                                       |                                       |                                       |                                       | 3                                     | Skibergsteigen                        | Skibergsteigen                        | Skibergsteigen                        | Skibergsteigen                        |

## Skisport

### Freestyle-Skiing
| Freestyle-Skiing - Aktuelle Wettbewerbe                | Freestyle-Skiing - Aktuelle Wettbewerbe | Freestyle-Skiing - Aktuelle Wettbewerbe | Freestyle-Skiing - Aktuelle Wettbewerbe | Freestyle-Skiing - Aktuelle Wettbewerbe | Freestyle-Skiing - Aktuelle Wettbewerbe | Freestyle-Skiing - Aktuelle Wettbewerbe | Freestyle-Skiing - Aktuelle Wettbewerbe | Freestyle-Skiing - Aktuelle Wettbewerbe | Freestyle-Skiing - Aktuelle Wettbewerbe | Freestyle-Skiing - Aktuelle Wettbewerbe | Freestyle-Skiing - Aktuelle Wettbewerbe | Freestyle-Skiing - Aktuelle Wettbewerbe | Freestyle-Skiing - Aktuelle Wettbewerbe | Freestyle-Skiing - Aktuelle Wettbewerbe | Freestyle-Skiing - Aktuelle Wettbewerbe | Freestyle-Skiing - Aktuelle Wettbewerbe | Freestyle-Skiing - Aktuelle Wettbewerbe | Freestyle-Skiing - Aktuelle Wettbewerbe | Freestyle-Skiing - Aktuelle Wettbewerbe | Freestyle-Skiing - Aktuelle Wettbewerbe | Freestyle-Skiing - Aktuelle Wettbewerbe | Freestyle-Skiing - Aktuelle Wettbewerbe | Freestyle-Skiing - Aktuelle Wettbewerbe | Freestyle-Skiing - Aktuelle Wettbewerbe | Freestyle-Skiing - Aktuelle Wettbewerbe | Freestyle-Skiing - Aktuelle Wettbewerbe | Freestyle-Skiing - Aktuelle Wettbewerbe | Freestyle-Skiing - Aktuelle Wettbewerbe | Freestyle-Skiing - Aktuelle Wettbewerbe | Freestyle-Skiing - Aktuelle Wettbewerbe | Freestyle-Skiing - Aktuelle Wettbewerbe | Freestyle-Skiing - Aktuelle Wettbewerbe | Freestyle-Skiing - Aktuelle Wettbewerbe |
| Wettbewerb                                             | Sommer- spiele                          | Sommer- spiele                          | Sommer- spiele                          | Sommer- spiele                          | 19..                                    | 19..                                    | 19..                                    | 19..                                    | 19..                                    | 19..                                    | 19..                                    | 19..                                    | 19..                                    | 19..                                    | 19..                                    | 19..                                    | 19..                                    | 19..                                    | 19..                                    | 19..                                    | 19..                                    | 19..                                    | 20..                                    | 20..                                    | 20..                                    | 20..                                    | 20..                                    | 20..                                    | 20..                                    | Spiele                                  | Spiele                                  | Spiele                                  | Spiele                                  |
| Wettbewerb                                             |                                         | 08                                      | 20                                      |                                         | 24                                      | 28                                      | 32                                      | 36                                      | 48                                      | 52                                      | 56                                      | 60                                      | 64                                      | 68                                      | 72                                      | 76                                      | 80                                      | 84                                      | 88                                      | 92                                      | 94                                      | 98                                      | 02                                      | 06                                      | 10                                      | 14                                      | 18                                      | 22                                      | 26                                      | M                                       | F                                       | X                                       | O                                       |
| ------------------------------------------------------ | --------------------------------------- | --------------------------------------- | --------------------------------------- | --------------------------------------- | --------------------------------------- | --------------------------------------- | --------------------------------------- | --------------------------------------- | --------------------------------------- | --------------------------------------- | --------------------------------------- | --------------------------------------- | --------------------------------------- | --------------------------------------- | --------------------------------------- | --------------------------------------- | --------------------------------------- | --------------------------------------- | --------------------------------------- | --------------------------------------- | --------------------------------------- | --------------------------------------- | --------------------------------------- | --------------------------------------- | --------------------------------------- | --------------------------------------- | --------------------------------------- | --------------------------------------- | --------------------------------------- | --------------------------------------- | --------------------------------------- | --------------------------------------- | --------------------------------------- |
| Springen (M/F)                                         |                                         |                                         |                                         |                                         |                                         |                                         |                                         |                                         |                                         |                                         |                                         |                                         |                                         |                                         |                                         |                                         |                                         |                                         | • •                                     | • •                                     | • •                                     | • •                                     | • •                                     | • •                                     | • •                                     | • •                                     | • •                                     | • •                                     | • •                                     | 9                                       | 9                                       |                                         |                                         |
| Buckelpiste (M/F)                                      |                                         |                                         |                                         |                                         |                                         |                                         |                                         |                                         |                                         |                                         |                                         |                                         |                                         |                                         |                                         |                                         |                                         |                                         | • •                                     | • •                                     | • •                                     | • •                                     | • •                                     | • •                                     | • •                                     | • •                                     | • •                                     | • •                                     | • •                                     | 10                                      | 10                                      |                                         |                                         |
| Buckelpiste Doppel                                     |                                         |                                         |                                         |                                         |                                         |                                         |                                         |                                         |                                         |                                         |                                         |                                         |                                         |                                         |                                         |                                         |                                         |                                         |                                         |                                         |                                         |                                         |                                         |                                         |                                         |                                         |                                         |                                         | • •                                     | 1                                       | 1                                       |                                         |                                         |
| Halfpipe (M/F)                                         |                                         |                                         |                                         |                                         |                                         |                                         |                                         |                                         |                                         |                                         |                                         |                                         |                                         |                                         |                                         |                                         |                                         |                                         |                                         |                                         |                                         |                                         |                                         |                                         |                                         | • •                                     | • •                                     | • •                                     | • •                                     | 4                                       | 4                                       |                                         |                                         |
| Big Air (M/F)                                          |                                         |                                         |                                         |                                         |                                         |                                         |                                         |                                         |                                         |                                         |                                         |                                         |                                         |                                         |                                         |                                         |                                         |                                         |                                         |                                         |                                         |                                         |                                         |                                         |                                         |                                         |                                         | • •                                     | • •                                     | 2                                       | 2                                       |                                         |                                         |
| Slopestyle (M/F)                                       |                                         |                                         |                                         |                                         |                                         |                                         |                                         |                                         |                                         |                                         |                                         |                                         |                                         |                                         |                                         |                                         |                                         |                                         |                                         |                                         |                                         |                                         |                                         |                                         |                                         | • •                                     | • •                                     | • •                                     | • •                                     | 4                                       | 4                                       |                                         |                                         |
| Skicross (M/F)                                         |                                         |                                         |                                         |                                         |                                         |                                         |                                         |                                         |                                         |                                         |                                         |                                         |                                         |                                         |                                         |                                         |                                         |                                         |                                         |                                         |                                         |                                         |                                         |                                         | • •                                     | • •                                     | • •                                     | • •                                     | • •                                     | 5                                       | 5                                       |                                         |                                         |
| Mixed Team Springen (X)                                |                                         |                                         |                                         |                                         |                                         |                                         |                                         |                                         |                                         |                                         |                                         |                                         |                                         |                                         |                                         |                                         |                                         |                                         |                                         |                                         |                                         |                                         |                                         |                                         |                                         |                                         |                                         | •                                       | •                                       |                                         |                                         | 2                                       |                                         |
| Freestyle-Skiing - Ehemalige Demonstrationswettbewerbe |                                         |                                         |                                         |                                         |                                         |                                         |                                         |                                         |                                         |                                         |                                         |                                         |                                         |                                         |                                         |                                         |                                         |                                         |                                         |                                         |                                         |                                         |                                         |                                         |                                         |                                         |                                         |                                         |                                         |                                         |                                         |                                         |                                         |
| Wettbewerb                                             | Sommer- spiele                          | Sommer- spiele                          | Sommer- spiele                          | Sommer- spiele                          | 19..                                    | 19..                                    | 19..                                    | 19..                                    | 19..                                    | 19..                                    | 19..                                    | 19..                                    | 19..                                    | 19..                                    | 19..                                    | 19..                                    | 19..                                    | 19..                                    | 19..                                    | 19..                                    | 19..                                    | 19..                                    | 20..                                    | 20..                                    | 20..                                    | 20..                                    | 20..                                    | 20..                                    | 20..                                    | Spiele                                  | Spiele                                  | Spiele                                  | Spiele                                  |
| Wettbewerb                                             |                                         | 08                                      | 20                                      |                                         | 24                                      | 28                                      | 32                                      | 36                                      | 48                                      | 52                                      | 56                                      | 60                                      | 64                                      | 68                                      | 72                                      | 76                                      | 80                                      | 84                                      | 88                                      | 92                                      | 94                                      | 98                                      | 02                                      | 06                                      | 10                                      | 14                                      | 18                                      | 22                                      | 26                                      | M                                       | F                                       | X                                       | O                                       |
| Ballett (M/F)                                          |                                         |                                         |                                         |                                         |                                         |                                         |                                         |                                         |                                         |                                         |                                         |                                         |                                         |                                         |                                         |                                         |                                         |                                         | • •                                     | • •                                     |                                         |                                         |                                         |                                         |                                         |                                         |                                         |                                         |                                         |                                         |                                         |                                         |                                         |
| Anzahl der Wettbewerbe                                 |                                         |                                         |                                         |                                         |                                         |                                         |                                         |                                         |                                         |                                         |                                         |                                         |                                         |                                         |                                         |                                         |                                         |                                         |                                         |                                         |                                         |                                         |                                         |                                         |                                         |                                         |                                         |                                         |                                         |                                         |                                         |                                         |                                         |
|                                                        | Sommer- spiele                          | Sommer- spiele                          | Sommer- spiele                          | Sommer- spiele                          | 19..                                    | 19..                                    | 19..                                    | 19..                                    | 19..                                    | 19..                                    | 19..                                    | 19..                                    | 19..                                    | 19..                                    | 19..                                    | 19..                                    | 19..                                    | 19..                                    | 19..                                    | 19..                                    | 19..                                    | 19..                                    | 20..                                    | 20..                                    | 20..                                    | 20..                                    | 20..                                    | 20..                                    | 20..                                    |                                         |                                         |                                         |                                         |
|                                                        | 08                                      | 20                                      |                                         | 24                                      | 28                                      | 32                                      | 36                                      | 48                                      | 52                                      | 56                                      | 60                                      | 64                                      | 68                                      | 72                                      | 76                                      | 80                                      | 84                                      | 88                                      | 92                                      | 94                                      | 98                                      | 02                                      | 06                                      | 10                                      | 14                                      | 18                                      | 22                                      | 26                                      |                                         |                                         |                                         |                                         |                                         |
| M = Männer                                             |                                         |                                         |                                         |                                         |                                         |                                         |                                         |                                         |                                         |                                         |                                         |                                         |                                         |                                         |                                         |                                         |                                         |                                         |                                         | 1                                       | 2                                       | 2                                       | 2                                       | 2                                       | 3                                       | 5                                       | 5                                       | 6                                       | 7                                       | Ski Freestyle                           | Ski Freestyle                           | Ski Freestyle                           | Ski Freestyle                           |
| F = Frauen                                             |                                         |                                         |                                         |                                         |                                         |                                         |                                         |                                         |                                         |                                         |                                         |                                         |                                         |                                         |                                         |                                         |                                         |                                         |                                         | 1                                       | 2                                       | 2                                       | 2                                       | 2                                       | 3                                       | 5                                       | 5                                       | 6                                       | 7                                       | Ski Freestyle                           | Ski Freestyle                           | Ski Freestyle                           | Ski Freestyle                           |
| X = Mixed                                              |                                         |                                         |                                         |                                         |                                         |                                         |                                         |                                         |                                         |                                         |                                         |                                         |                                         |                                         |                                         |                                         |                                         |                                         |                                         |                                         |                                         |                                         |                                         |                                         |                                         |                                         |                                         | 1                                       | 1                                       | Ski Freestyle                           | Ski Freestyle                           | Ski Freestyle                           | Ski Freestyle                           |
| O = Open                                               |                                         |                                         |                                         |                                         |                                         |                                         |                                         |                                         |                                         |                                         |                                         |                                         |                                         |                                         |                                         |                                         |                                         |                                         |                                         |                                         |                                         |                                         |                                         |                                         |                                         |                                         |                                         |                                         |                                         | Ski Freestyle                           | Ski Freestyle                           | Ski Freestyle                           | Ski Freestyle                           |
| Total                                                  |                                         |                                         |                                         |                                         |                                         |                                         |                                         |                                         |                                         |                                         |                                         |                                         |                                         |                                         |                                         |                                         |                                         |                                         |                                         | 2                                       | 4                                       | 4                                       | 4                                       | 4                                       | 6                                       | 10                                      | 10                                      | 13                                      | 15                                      | Ski Freestyle                           | Ski Freestyle                           | Ski Freestyle                           | Ski Freestyle                           |

### Ski Alpin
| Ski Alpin - Aktuelle Wettbewerbe  | Ski Alpin - Aktuelle Wettbewerbe | Ski Alpin - Aktuelle Wettbewerbe | Ski Alpin - Aktuelle Wettbewerbe | Ski Alpin - Aktuelle Wettbewerbe | Ski Alpin - Aktuelle Wettbewerbe | Ski Alpin - Aktuelle Wettbewerbe | Ski Alpin - Aktuelle Wettbewerbe | Ski Alpin - Aktuelle Wettbewerbe | Ski Alpin - Aktuelle Wettbewerbe | Ski Alpin - Aktuelle Wettbewerbe | Ski Alpin - Aktuelle Wettbewerbe | Ski Alpin - Aktuelle Wettbewerbe | Ski Alpin - Aktuelle Wettbewerbe | Ski Alpin - Aktuelle Wettbewerbe | Ski Alpin - Aktuelle Wettbewerbe | Ski Alpin - Aktuelle Wettbewerbe | Ski Alpin - Aktuelle Wettbewerbe | Ski Alpin - Aktuelle Wettbewerbe | Ski Alpin - Aktuelle Wettbewerbe | Ski Alpin - Aktuelle Wettbewerbe | Ski Alpin - Aktuelle Wettbewerbe | Ski Alpin - Aktuelle Wettbewerbe | Ski Alpin - Aktuelle Wettbewerbe | Ski Alpin - Aktuelle Wettbewerbe | Ski Alpin - Aktuelle Wettbewerbe | Ski Alpin - Aktuelle Wettbewerbe | Ski Alpin - Aktuelle Wettbewerbe | Ski Alpin - Aktuelle Wettbewerbe | Ski Alpin - Aktuelle Wettbewerbe | Ski Alpin - Aktuelle Wettbewerbe | Ski Alpin - Aktuelle Wettbewerbe | Ski Alpin - Aktuelle Wettbewerbe | Ski Alpin - Aktuelle Wettbewerbe |
| Wettbewerb                        | Sommer- spiele                   | Sommer- spiele                   | Sommer- spiele                   | Sommer- spiele                   | 19..                             | 19..                             | 19..                             | 19..                             | 19..                             | 19..                             | 19..                             | 19..                             | 19..                             | 19..                             | 19..                             | 19..                             | 19..                             | 19..                             | 19..                             | 19..                             | 19..                             | 19..                             | 20..                             | 20..                             | 20..                             | 20..                             | 20..                             | 20..                             | 20..                             | Spiele                           | Spiele                           | Spiele                           | Spiele                           |
| Wettbewerb                        |                                  | 08                               | 20                               |                                  | 24                               | 28                               | 32                               | 36                               | 48                               | 52                               | 56                               | 60                               | 64                               | 68                               | 72                               | 76                               | 80                               | 84                               | 88                               | 92                               | 94                               | 98                               | 02                               | 06                               | 10                               | 14                               | 18                               | 22                               | 26                               | M                                | F                                | X                                | O                                |
| --------------------------------- | -------------------------------- | -------------------------------- | -------------------------------- | -------------------------------- | -------------------------------- | -------------------------------- | -------------------------------- | -------------------------------- | -------------------------------- | -------------------------------- | -------------------------------- | -------------------------------- | -------------------------------- | -------------------------------- | -------------------------------- | -------------------------------- | -------------------------------- | -------------------------------- | -------------------------------- | -------------------------------- | -------------------------------- | -------------------------------- | -------------------------------- | -------------------------------- | -------------------------------- | -------------------------------- | -------------------------------- | -------------------------------- | -------------------------------- | -------------------------------- | -------------------------------- | -------------------------------- | -------------------------------- |
| Abfahrt (M/F)                     |                                  |                                  |                                  |                                  |                                  |                                  |                                  |                                  | • •                              | • •                              | • •                              | • •                              | • •                              | • •                              | • •                              | • •                              | • •                              | • •                              | • •                              | • •                              | • •                              | • •                              | • •                              | • •                              | • •                              | • •                              | • •                              | • •                              | • •                              | 21                               | 21                               |                                  |                                  |
| Riesenslalom (M/F)                |                                  |                                  |                                  |                                  |                                  |                                  |                                  |                                  |                                  | • •                              | • •                              | • •                              | • •                              | • •                              | • •                              | • •                              | • •                              | • •                              | • •                              | • •                              | • •                              | • •                              | • •                              | • •                              | • •                              | • •                              | • •                              | • •                              | • •                              | 20                               | 20                               |                                  |                                  |
| Slalom (M/F)                      |                                  |                                  |                                  |                                  |                                  |                                  |                                  |                                  | • •                              | • •                              | • •                              | • •                              | • •                              | • •                              | • •                              | • •                              | • •                              | • •                              | • •                              | • •                              | • •                              | • •                              | • •                              | • •                              | • •                              | • •                              | • •                              | • •                              | • •                              | 21                               | 21                               |                                  |                                  |
| Super-G (M/F)                     |                                  |                                  |                                  |                                  |                                  |                                  |                                  |                                  |                                  |                                  |                                  |                                  |                                  |                                  |                                  |                                  |                                  |                                  | • •                              | • •                              | • •                              | • •                              | • •                              | • •                              | • •                              | • •                              | • •                              | • •                              | • •                              | 11                               | 11                               |                                  |                                  |
| Team Kombination (M/F)            |                                  |                                  |                                  |                                  |                                  |                                  |                                  |                                  |                                  |                                  |                                  |                                  |                                  |                                  |                                  |                                  |                                  |                                  |                                  |                                  |                                  |                                  |                                  |                                  |                                  |                                  |                                  |                                  | • •                              | 1                                | 1                                |                                  |                                  |
| Ski Alpin - Ehemalige Wettbewerbe |                                  |                                  |                                  |                                  |                                  |                                  |                                  |                                  |                                  |                                  |                                  |                                  |                                  |                                  |                                  |                                  |                                  |                                  |                                  |                                  |                                  |                                  |                                  |                                  |                                  |                                  |                                  |                                  |                                  |                                  |                                  |                                  |                                  |
| Wettbewerb                        | Sommer- spiele                   | Sommer- spiele                   | Sommer- spiele                   | Sommer- spiele                   | 19..                             | 19..                             | 19..                             | 19..                             | 19..                             | 19..                             | 19..                             | 19..                             | 19..                             | 19..                             | 19..                             | 19..                             | 19..                             | 19..                             | 19..                             | 19..                             | 19..                             | 19..                             | 20..                             | 20..                             | 20..                             | 20..                             | 20..                             | 20..                             | 20..                             | Spiele                           | Spiele                           | Spiele                           | Spiele                           |
| Wettbewerb                        |                                  | 08                               | 20                               |                                  | 24                               | 28                               | 32                               | 36                               | 48                               | 52                               | 56                               | 60                               | 64                               | 68                               | 72                               | 76                               | 80                               | 84                               | 88                               | 92                               | 94                               | 98                               | 02                               | 06                               | 10                               | 14                               | 18                               | 22                               | 26                               | M                                | F                                | X                                | O                                |
| Mannschaftswettbewerb (X)         |                                  |                                  |                                  |                                  |                                  |                                  |                                  |                                  |                                  |                                  |                                  |                                  |                                  |                                  |                                  |                                  |                                  |                                  |                                  |                                  |                                  |                                  |                                  |                                  |                                  |                                  | •                                | •                                |                                  |                                  |                                  | 2                                |                                  |
| Kombination (M/F)                 |                                  |                                  |                                  |                                  |                                  |                                  |                                  | • •                              | • •                              |                                  |                                  |                                  |                                  |                                  |                                  |                                  |                                  |                                  | • •                              | • •                              | • •                              | • •                              | • •                              | • •                              | • •                              | • •                              | • •                              | • •                              |                                  | 12                               | 12                               |                                  |                                  |
| Anzahl der Wettbewerbe            |                                  |                                  |                                  |                                  |                                  |                                  |                                  |                                  |                                  |                                  |                                  |                                  |                                  |                                  |                                  |                                  |                                  |                                  |                                  |                                  |                                  |                                  |                                  |                                  |                                  |                                  |                                  |                                  |                                  |                                  |                                  |                                  |                                  |
|                                   | Sommer- spiele                   | Sommer- spiele                   | Sommer- spiele                   | Sommer- spiele                   | 19..                             | 19..                             | 19..                             | 19..                             | 19..                             | 19..                             | 19..                             | 19..                             | 19..                             | 19..                             | 19..                             | 19..                             | 19..                             | 19..                             | 19..                             | 19..                             | 19..                             | 19..                             | 20..                             | 20..                             | 20..                             | 20..                             | 20..                             | 20..                             | 20..                             |                                  |                                  |                                  |                                  |
|                                   | 08                               | 20                               |                                  | 24                               | 28                               | 32                               | 36                               | 48                               | 52                               | 56                               | 60                               | 64                               | 68                               | 72                               | 76                               | 80                               | 84                               | 88                               | 92                               | 94                               | 98                               | 02                               | 06                               | 10                               | 14                               | 18                               | 22                               | 26                               |                                  |                                  |                                  |                                  |                                  |
| M = Männer                        |                                  |                                  |                                  |                                  |                                  |                                  |                                  | 1                                | 3                                | 3                                | 3                                | 3                                | 3                                | 3                                | 3                                | 3                                | 3                                | 3                                | 5                                | 5                                | 5                                | 5                                | 5                                | 5                                | 5                                | 5                                | 5                                | 5                                | 5                                | Ski Alpin                        | Ski Alpin                        | Ski Alpin                        | Ski Alpin                        |
| F = Frauen                        |                                  |                                  |                                  |                                  |                                  |                                  |                                  | 1                                | 3                                | 3                                | 3                                | 3                                | 3                                | 3                                | 3                                | 3                                | 3                                | 3                                | 5                                | 5                                | 5                                | 5                                | 5                                | 5                                | 5                                | 5                                | 5                                | 5                                | 5                                | Ski Alpin                        | Ski Alpin                        | Ski Alpin                        | Ski Alpin                        |
| X = Mixed                         |                                  |                                  |                                  |                                  |                                  |                                  |                                  |                                  |                                  |                                  |                                  |                                  |                                  |                                  |                                  |                                  |                                  |                                  |                                  |                                  |                                  |                                  |                                  |                                  |                                  |                                  | 1                                | 1                                |                                  | Ski Alpin                        | Ski Alpin                        | Ski Alpin                        | Ski Alpin                        |
| O = Open                          |                                  |                                  |                                  |                                  |                                  |                                  |                                  |                                  |                                  |                                  |                                  |                                  |                                  |                                  |                                  |                                  |                                  |                                  |                                  |                                  |                                  |                                  |                                  |                                  |                                  |                                  |                                  |                                  |                                  | Ski Alpin                        | Ski Alpin                        | Ski Alpin                        | Ski Alpin                        |
| Total                             |                                  |                                  |                                  |                                  |                                  |                                  |                                  | 2                                | 6                                | 6                                | 6                                | 6                                | 6                                | 6                                | 6                                | 6                                | 6                                | 6                                | 10                               | 10                               | 10                               | 10                               | 10                               | 10                               | 10                               | 10                               | 11                               | 11                               | 10                               | Ski Alpin                        | Ski Alpin                        | Ski Alpin                        | Ski Alpin                        |

### Ski Nordisch

#### Skilanglauf
| Skilanglauf - Aktuelle Wettbewerbe  | Skilanglauf - Aktuelle Wettbewerbe | Skilanglauf - Aktuelle Wettbewerbe | Skilanglauf - Aktuelle Wettbewerbe | Skilanglauf - Aktuelle Wettbewerbe | Skilanglauf - Aktuelle Wettbewerbe | Skilanglauf - Aktuelle Wettbewerbe | Skilanglauf - Aktuelle Wettbewerbe | Skilanglauf - Aktuelle Wettbewerbe | Skilanglauf - Aktuelle Wettbewerbe | Skilanglauf - Aktuelle Wettbewerbe | Skilanglauf - Aktuelle Wettbewerbe | Skilanglauf - Aktuelle Wettbewerbe | Skilanglauf - Aktuelle Wettbewerbe | Skilanglauf - Aktuelle Wettbewerbe | Skilanglauf - Aktuelle Wettbewerbe | Skilanglauf - Aktuelle Wettbewerbe | Skilanglauf - Aktuelle Wettbewerbe | Skilanglauf - Aktuelle Wettbewerbe | Skilanglauf - Aktuelle Wettbewerbe | Skilanglauf - Aktuelle Wettbewerbe | Skilanglauf - Aktuelle Wettbewerbe | Skilanglauf - Aktuelle Wettbewerbe | Skilanglauf - Aktuelle Wettbewerbe | Skilanglauf - Aktuelle Wettbewerbe | Skilanglauf - Aktuelle Wettbewerbe | Skilanglauf - Aktuelle Wettbewerbe | Skilanglauf - Aktuelle Wettbewerbe | Skilanglauf - Aktuelle Wettbewerbe | Skilanglauf - Aktuelle Wettbewerbe | Skilanglauf - Aktuelle Wettbewerbe | Skilanglauf - Aktuelle Wettbewerbe | Skilanglauf - Aktuelle Wettbewerbe | Skilanglauf - Aktuelle Wettbewerbe |
| Wettbewerb                          | Sommer- spiele                     | Sommer- spiele                     | Sommer- spiele                     | Sommer- spiele                     | 19..                               | 19..                               | 19..                               | 19..                               | 19..                               | 19..                               | 19..                               | 19..                               | 19..                               | 19..                               | 19..                               | 19..                               | 19..                               | 19..                               | 19..                               | 19..                               | 19..                               | 19..                               | 20..                               | 20..                               | 20..                               | 20..                               | 20..                               | 20..                               | 20..                               | Spiele                             | Spiele                             | Spiele                             | Spiele                             |
| Wettbewerb                          |                                    | 08                                 | 20                                 |                                    | 24                                 | 28                                 | 32                                 | 36                                 | 48                                 | 52                                 | 56                                 | 60                                 | 64                                 | 68                                 | 72                                 | 76                                 | 80                                 | 84                                 | 88                                 | 92                                 | 94                                 | 98                                 | 02                                 | 06                                 | 10                                 | 14                                 | 18                                 | 22                                 | 26                                 | M                                  | F                                  | X                                  | O                                  |
| ----------------------------------- | ---------------------------------- | ---------------------------------- | ---------------------------------- | ---------------------------------- | ---------------------------------- | ---------------------------------- | ---------------------------------- | ---------------------------------- | ---------------------------------- | ---------------------------------- | ---------------------------------- | ---------------------------------- | ---------------------------------- | ---------------------------------- | ---------------------------------- | ---------------------------------- | ---------------------------------- | ---------------------------------- | ---------------------------------- | ---------------------------------- | ---------------------------------- | ---------------------------------- | ---------------------------------- | ---------------------------------- | ---------------------------------- | ---------------------------------- | ---------------------------------- | ---------------------------------- | ---------------------------------- | ---------------------------------- | ---------------------------------- | ---------------------------------- | ---------------------------------- |
| Einzel Sprint (M/F)                 |                                    |                                    |                                    |                                    |                                    |                                    |                                    |                                    |                                    |                                    |                                    |                                    |                                    |                                    |                                    |                                    |                                    |                                    |                                    |                                    |                                    |                                    | • •                                | • •                                | • •                                | • •                                | • •                                | • •                                | • •                                | 7                                  | 7                                  |                                    |                                    |
| Team Sprint (M/F)                   |                                    |                                    |                                    |                                    |                                    |                                    |                                    |                                    |                                    |                                    |                                    |                                    |                                    |                                    |                                    |                                    |                                    |                                    |                                    |                                    |                                    |                                    |                                    | • •                                | • •                                | • •                                | • •                                | • •                                | • •                                | 6                                  | 6                                  |                                    |                                    |
| 10 km (M/F)                         |                                    |                                    |                                    |                                    |                                    |                                    |                                    |                                    |                                    | •                                  | •                                  | •                                  | •                                  | •                                  | •                                  | •                                  | •                                  | •                                  | •                                  | •                                  | •                                  | •                                  | •                                  | •                                  | •                                  | •                                  | •                                  | •                                  | • •                                | 4                                  | 17                                 |                                    |                                    |
| 50 km (M)                           |                                    |                                    |                                    |                                    | •                                  | •                                  | •                                  | •                                  | •                                  | •                                  | •                                  | •                                  | •                                  | •                                  | •                                  | •                                  | •                                  | •                                  | •                                  | •                                  | •                                  | •                                  | •                                  | •                                  | •                                  | •                                  | •                                  | •                                  | • •                                | 25                                 | 1                                  |                                    |                                    |
| 20 km Skiathlon                     |                                    |                                    |                                    |                                    |                                    |                                    |                                    |                                    |                                    |                                    |                                    |                                    |                                    |                                    |                                    |                                    |                                    |                                    |                                    |                                    |                                    |                                    |                                    |                                    |                                    |                                    |                                    |                                    | • •                                | 1                                  | 1                                  |                                    |                                    |
| 4 × 7,5 km Staffel                  |                                    |                                    |                                    |                                    |                                    |                                    |                                    |                                    |                                    |                                    |                                    |                                    |                                    |                                    |                                    |                                    |                                    |                                    |                                    |                                    |                                    |                                    |                                    |                                    |                                    |                                    |                                    |                                    | • •                                | 1                                  | 1                                  |                                    |                                    |
| Skilanglauf - Ehemalige Wettbewerbe |                                    |                                    |                                    |                                    |                                    |                                    |                                    |                                    |                                    |                                    |                                    |                                    |                                    |                                    |                                    |                                    |                                    |                                    |                                    |                                    |                                    |                                    |                                    |                                    |                                    |                                    |                                    |                                    |                                    |                                    |                                    |                                    |                                    |
| Wettbewerb                          | Sommer- spiele                     | Sommer- spiele                     | Sommer- spiele                     | Sommer- spiele                     | 19..                               | 19..                               | 19..                               | 19..                               | 19..                               | 19..                               | 19..                               | 19..                               | 19..                               | 19..                               | 19..                               | 19..                               | 19..                               | 19..                               | 19..                               | 19..                               | 19..                               | 19..                               | 20..                               | 20..                               | 20..                               | 20..                               | 20..                               | 20..                               | 20..                               | Spiele                             | Spiele                             | Spiele                             | Spiele                             |
| Wettbewerb                          |                                    | 08                                 | 20                                 |                                    | 24                                 | 28                                 | 32                                 | 36                                 | 48                                 | 52                                 | 56                                 | 60                                 | 64                                 | 68                                 | 72                                 | 76                                 | 80                                 | 84                                 | 88                                 | 92                                 | 94                                 | 98                                 | 02                                 | 06                                 | 10                                 | 14                                 | 18                                 | 22                                 | 26                                 | M                                  | F                                  | X                                  | O                                  |
| 4 × 5 km Staffel (F)                |                                    |                                    |                                    |                                    |                                    |                                    |                                    |                                    |                                    |                                    |                                    |                                    |                                    |                                    |                                    | •                                  | •                                  | •                                  | •                                  | •                                  | •                                  | •                                  | •                                  | •                                  | •                                  | •                                  | •                                  | •                                  |                                    |                                    | 13                                 |                                    |                                    |
| 15 km (M/F)                         |                                    |                                    |                                    |                                    |                                    |                                    |                                    |                                    |                                    |                                    | •                                  | •                                  | •                                  | •                                  | •                                  | •                                  | •                                  | •                                  | •                                  | •                                  | •                                  | •                                  | • •                                | •                                  | •                                  | •                                  | •                                  | •                                  |                                    | 15                                 | 4                                  |                                    |                                    |
| 30 km (M/F)                         |                                    |                                    |                                    |                                    |                                    |                                    |                                    |                                    |                                    |                                    | •                                  | •                                  | •                                  | •                                  | •                                  | •                                  | •                                  | •                                  | •                                  | • •                                | • •                                | • •                                | • •                                | •                                  | •                                  | •                                  | •                                  | •                                  |                                    | 13                                 | 9                                  |                                    |                                    |
| 4 × 10 km Staffel (M)               |                                    |                                    |                                    |                                    |                                    |                                    |                                    | •                                  | •                                  | •                                  | •                                  | •                                  | •                                  | •                                  | •                                  | •                                  | •                                  | •                                  | •                                  | •                                  | •                                  | •                                  | •                                  | •                                  | •                                  | •                                  | •                                  | •                                  |                                    | 21                                 |                                    |                                    |                                    |
| 15 km Skiathlon (F)                 |                                    |                                    |                                    |                                    |                                    |                                    |                                    |                                    |                                    |                                    |                                    |                                    |                                    |                                    |                                    |                                    |                                    |                                    |                                    |                                    |                                    |                                    |                                    | •                                  | •                                  | •                                  | •                                  | •                                  |                                    |                                    | 5                                  |                                    |                                    |
| 30 km Skiathlon (M)                 |                                    |                                    |                                    |                                    |                                    |                                    |                                    |                                    |                                    |                                    |                                    |                                    |                                    |                                    |                                    |                                    |                                    |                                    |                                    |                                    |                                    |                                    |                                    | •                                  | •                                  | •                                  | •                                  | •                                  |                                    | 5                                  |                                    |                                    |                                    |
| 5/5 km Verfolgung (F)               |                                    |                                    |                                    |                                    |                                    |                                    |                                    |                                    |                                    |                                    |                                    |                                    |                                    |                                    |                                    |                                    |                                    |                                    |                                    |                                    |                                    |                                    | •                                  |                                    |                                    |                                    |                                    |                                    |                                    |                                    | 1                                  |                                    |                                    |
| 10/10 km Verfolgung (M)             |                                    |                                    |                                    |                                    |                                    |                                    |                                    |                                    |                                    |                                    |                                    |                                    |                                    |                                    |                                    |                                    |                                    |                                    |                                    |                                    |                                    |                                    | •                                  |                                    |                                    |                                    |                                    |                                    |                                    | 1                                  |                                    |                                    |                                    |
| 5/10 km Verfolgung (F)              |                                    |                                    |                                    |                                    |                                    |                                    |                                    |                                    |                                    |                                    |                                    |                                    |                                    |                                    |                                    |                                    |                                    |                                    |                                    | •                                  | •                                  | •                                  |                                    |                                    |                                    |                                    |                                    |                                    |                                    |                                    | 3                                  |                                    |                                    |
| 10/15 km Verfolgung (M)             |                                    |                                    |                                    |                                    |                                    |                                    |                                    |                                    |                                    |                                    |                                    |                                    |                                    |                                    |                                    |                                    |                                    |                                    |                                    | •                                  | •                                  | •                                  |                                    |                                    |                                    |                                    |                                    |                                    |                                    | 3                                  |                                    |                                    |                                    |
| 05 km (F)                           |                                    |                                    |                                    |                                    |                                    |                                    |                                    |                                    |                                    |                                    |                                    |                                    | •                                  | •                                  | •                                  | •                                  | •                                  | •                                  | •                                  | •                                  | •                                  | •                                  |                                    |                                    |                                    |                                    |                                    |                                    |                                    |                                    | 10                                 |                                    |                                    |
| 20 km (F)                           |                                    |                                    |                                    |                                    |                                    |                                    |                                    |                                    |                                    |                                    |                                    |                                    |                                    |                                    |                                    |                                    |                                    | •                                  | •                                  |                                    |                                    |                                    |                                    |                                    |                                    |                                    |                                    |                                    |                                    |                                    | 2                                  |                                    |                                    |
| 3 × 5 km Staffel (F)                |                                    |                                    |                                    |                                    |                                    |                                    |                                    |                                    |                                    |                                    | •                                  | •                                  | •                                  | •                                  | •                                  |                                    |                                    |                                    |                                    |                                    |                                    |                                    |                                    |                                    |                                    |                                    |                                    |                                    |                                    |                                    | 5                                  |                                    |                                    |
| 18 km (M)                           |                                    |                                    |                                    |                                    | •                                  | •                                  | •                                  | •                                  | •                                  | •                                  |                                    |                                    |                                    |                                    |                                    |                                    |                                    |                                    |                                    |                                    |                                    |                                    |                                    |                                    |                                    |                                    |                                    |                                    |                                    | 6                                  |                                    |                                    |                                    |
| Anzahl der Wettbewerbe              |                                    |                                    |                                    |                                    |                                    |                                    |                                    |                                    |                                    |                                    |                                    |                                    |                                    |                                    |                                    |                                    |                                    |                                    |                                    |                                    |                                    |                                    |                                    |                                    |                                    |                                    |                                    |                                    |                                    |                                    |                                    |                                    |                                    |
|                                     | Sommer- spiele                     | Sommer- spiele                     | Sommer- spiele                     | Sommer- spiele                     | 19..                               | 19..                               | 19..                               | 19..                               | 19..                               | 19..                               | 19..                               | 19..                               | 19..                               | 19..                               | 19..                               | 19..                               | 19..                               | 19..                               | 19..                               | 19..                               | 19..                               | 19..                               | 20..                               | 20..                               | 20..                               | 20..                               | 20..                               | 20..                               | 20..                               |                                    |                                    |                                    |                                    |
|                                     | 08                                 | 20                                 |                                    | 24                                 | 28                                 | 32                                 | 36                                 | 48                                 | 52                                 | 56                                 | 60                                 | 64                                 | 68                                 | 72                                 | 76                                 | 80                                 | 84                                 | 88                                 | 92                                 | 94                                 | 98                                 | 02                                 | 06                                 | 10                                 | 14                                 | 18                                 | 22                                 | 26                                 |                                    |                                    |                                    |                                    |                                    |
| M = Männer                          |                                    |                                    |                                    |                                    | 2                                  | 2                                  | 2                                  | 3                                  | 3                                  | 3                                  | 4                                  | 4                                  | 4                                  | 4                                  | 4                                  | 4                                  | 4                                  | 4                                  | 4                                  | 5                                  | 5                                  | 5                                  | 6                                  | 6                                  | 6                                  | 6                                  | 6                                  | 6                                  | 6                                  | Skilanglauf                        | Skilanglauf                        | Skilanglauf                        | Skilanglauf                        |
| F = Frauen                          |                                    |                                    |                                    |                                    |                                    |                                    |                                    |                                    |                                    | 1                                  | 2                                  | 2                                  | 3                                  | 3                                  | 3                                  | 3                                  | 3                                  | 4                                  | 4                                  | 5                                  | 5                                  | 5                                  | 6                                  | 6                                  | 6                                  | 6                                  | 6                                  | 6                                  | 6                                  | Skilanglauf                        | Skilanglauf                        | Skilanglauf                        | Skilanglauf                        |
| X = Mixed                           |                                    |                                    |                                    |                                    |                                    |                                    |                                    |                                    |                                    |                                    |                                    |                                    |                                    |                                    |                                    |                                    |                                    |                                    |                                    |                                    |                                    |                                    |                                    |                                    |                                    |                                    |                                    |                                    |                                    | Skilanglauf                        | Skilanglauf                        | Skilanglauf                        | Skilanglauf                        |
| O = Open                            |                                    |                                    |                                    |                                    |                                    |                                    |                                    |                                    |                                    |                                    |                                    |                                    |                                    |                                    |                                    |                                    |                                    |                                    |                                    |                                    |                                    |                                    |                                    |                                    |                                    |                                    |                                    |                                    |                                    | Skilanglauf                        | Skilanglauf                        | Skilanglauf                        | Skilanglauf                        |
| Total                               |                                    |                                    |                                    |                                    | 2                                  | 2                                  | 2                                  | 3                                  | 3                                  | 4                                  | 6                                  | 6                                  | 7                                  | 7                                  | 7                                  | 7                                  | 7                                  | 8                                  | 8                                  | 10                                 | 10                                 | 10                                 | 12                                 | 12                                 | 12                                 | 12                                 | 12                                 | 12                                 | 12                                 | Skilanglauf                        | Skilanglauf                        | Skilanglauf                        | Skilanglauf                        |

#### Nordische Kombination
| Nordische Kombination - Aktuelle Wettbewerbe     | Nordische Kombination - Aktuelle Wettbewerbe | Nordische Kombination - Aktuelle Wettbewerbe | Nordische Kombination - Aktuelle Wettbewerbe | Nordische Kombination - Aktuelle Wettbewerbe | Nordische Kombination - Aktuelle Wettbewerbe | Nordische Kombination - Aktuelle Wettbewerbe | Nordische Kombination - Aktuelle Wettbewerbe | Nordische Kombination - Aktuelle Wettbewerbe | Nordische Kombination - Aktuelle Wettbewerbe | Nordische Kombination - Aktuelle Wettbewerbe | Nordische Kombination - Aktuelle Wettbewerbe | Nordische Kombination - Aktuelle Wettbewerbe | Nordische Kombination - Aktuelle Wettbewerbe | Nordische Kombination - Aktuelle Wettbewerbe | Nordische Kombination - Aktuelle Wettbewerbe | Nordische Kombination - Aktuelle Wettbewerbe | Nordische Kombination - Aktuelle Wettbewerbe | Nordische Kombination - Aktuelle Wettbewerbe | Nordische Kombination - Aktuelle Wettbewerbe | Nordische Kombination - Aktuelle Wettbewerbe | Nordische Kombination - Aktuelle Wettbewerbe | Nordische Kombination - Aktuelle Wettbewerbe | Nordische Kombination - Aktuelle Wettbewerbe | Nordische Kombination - Aktuelle Wettbewerbe | Nordische Kombination - Aktuelle Wettbewerbe | Nordische Kombination - Aktuelle Wettbewerbe | Nordische Kombination - Aktuelle Wettbewerbe | Nordische Kombination - Aktuelle Wettbewerbe | Nordische Kombination - Aktuelle Wettbewerbe | Nordische Kombination - Aktuelle Wettbewerbe | Nordische Kombination - Aktuelle Wettbewerbe | Nordische Kombination - Aktuelle Wettbewerbe | Nordische Kombination - Aktuelle Wettbewerbe |
| Wettbewerb                                       | Sommer- spiele                               | Sommer- spiele                               | Sommer- spiele                               | Sommer- spiele                               | 19..                                         | 19..                                         | 19..                                         | 19..                                         | 19..                                         | 19..                                         | 19..                                         | 19..                                         | 19..                                         | 19..                                         | 19..                                         | 19..                                         | 19..                                         | 19..                                         | 19..                                         | 19..                                         | 19..                                         | 19..                                         | 20..                                         | 20..                                         | 20..                                         | 20..                                         | 20..                                         | 20..                                         | 20..                                         | Spiele                                       | Spiele                                       | Spiele                                       | Spiele                                       |
| Wettbewerb                                       |                                              | 08                                           | 20                                           |                                              | 24                                           | 28                                           | 32                                           | 36                                           | 48                                           | 52                                           | 56                                           | 60                                           | 64                                           | 68                                           | 72                                           | 76                                           | 80                                           | 84                                           | 88                                           | 92                                           | 94                                           | 98                                           | 02                                           | 06                                           | 10                                           | 14                                           | 18                                           | 22                                           | 26                                           | M                                            | F                                            | X                                            | O                                            |
| ------------------------------------------------ | -------------------------------------------- | -------------------------------------------- | -------------------------------------------- | -------------------------------------------- | -------------------------------------------- | -------------------------------------------- | -------------------------------------------- | -------------------------------------------- | -------------------------------------------- | -------------------------------------------- | -------------------------------------------- | -------------------------------------------- | -------------------------------------------- | -------------------------------------------- | -------------------------------------------- | -------------------------------------------- | -------------------------------------------- | -------------------------------------------- | -------------------------------------------- | -------------------------------------------- | -------------------------------------------- | -------------------------------------------- | -------------------------------------------- | -------------------------------------------- | -------------------------------------------- | -------------------------------------------- | -------------------------------------------- | -------------------------------------------- | -------------------------------------------- | -------------------------------------------- | -------------------------------------------- | -------------------------------------------- | -------------------------------------------- |
| Großschanze 10 km Gundersen (M)                  |                                              |                                              |                                              |                                              |                                              |                                              |                                              |                                              |                                              |                                              |                                              |                                              |                                              |                                              |                                              |                                              |                                              |                                              |                                              |                                              |                                              |                                              |                                              |                                              | •                                            | •                                            | •                                            | •                                            | •                                            | 5                                            |                                              |                                              |                                              |
| Normalschanze 10 km Gundersen (M)                |                                              |                                              |                                              |                                              |                                              |                                              |                                              |                                              |                                              |                                              |                                              |                                              |                                              |                                              |                                              |                                              |                                              |                                              |                                              |                                              |                                              |                                              |                                              |                                              | •                                            | •                                            | •                                            | •                                            | •                                            | 5                                            |                                              |                                              |                                              |
| Mannschaft - Großschanze 2 × 7,5 km Teamsprint   |                                              |                                              |                                              |                                              |                                              |                                              |                                              |                                              |                                              |                                              |                                              |                                              |                                              |                                              |                                              |                                              |                                              |                                              |                                              |                                              |                                              |                                              |                                              |                                              |                                              |                                              |                                              |                                              | •                                            | 1                                            |                                              |                                              |                                              |
| Nordische Kombination - Ehemalige Wettbewerbe    |                                              |                                              |                                              |                                              |                                              |                                              |                                              |                                              |                                              |                                              |                                              |                                              |                                              |                                              |                                              |                                              |                                              |                                              |                                              |                                              |                                              |                                              |                                              |                                              |                                              |                                              |                                              |                                              |                                              |                                              |                                              |                                              |                                              |
| Wettbewerb                                       | Sommer- spiele                               | Sommer- spiele                               | Sommer- spiele                               | Sommer- spiele                               | 19..                                         | 19..                                         | 19..                                         | 19..                                         | 19..                                         | 19..                                         | 19..                                         | 19..                                         | 19..                                         | 19..                                         | 19..                                         | 19..                                         | 19..                                         | 19..                                         | 19..                                         | 19..                                         | 19..                                         | 19..                                         | 20..                                         | 20..                                         | 20..                                         | 20..                                         | 20..                                         | 20..                                         | 20..                                         | Spiele                                       | Spiele                                       | Spiele                                       | Spiele                                       |
| Wettbewerb                                       |                                              | 08                                           | 20                                           |                                              | 24                                           | 28                                           | 32                                           | 36                                           | 48                                           | 52                                           | 56                                           | 60                                           | 64                                           | 68                                           | 72                                           | 76                                           | 80                                           | 84                                           | 88                                           | 92                                           | 94                                           | 98                                           | 02                                           | 06                                           | 10                                           | 14                                           | 18                                           | 22                                           | 26                                           | M                                            | F                                            | X                                            | O                                            |
| Mannschaft - Großschanze 4 × 5 km Staffel (M)    |                                              |                                              |                                              |                                              |                                              |                                              |                                              |                                              |                                              |                                              |                                              |                                              |                                              |                                              |                                              |                                              |                                              |                                              |                                              |                                              |                                              |                                              |                                              | •                                            | •                                            | •                                            | •                                            | •                                            |                                              | 5                                            |                                              |                                              |                                              |
| Sprint - Großschanze 7,5 km Gundersen (M)        |                                              |                                              |                                              |                                              |                                              |                                              |                                              |                                              |                                              |                                              |                                              |                                              |                                              |                                              |                                              |                                              |                                              |                                              |                                              |                                              |                                              |                                              | •                                            | •                                            |                                              |                                              |                                              |                                              |                                              | 2                                            |                                              |                                              |                                              |
| Einzel - Normalschanze 15 km Gundersen (M)       |                                              |                                              |                                              |                                              |                                              |                                              |                                              |                                              |                                              |                                              |                                              |                                              |                                              |                                              |                                              |                                              |                                              |                                              | •                                            | •                                            | •                                            | •                                            | •                                            | •                                            |                                              |                                              |                                              |                                              |                                              | 6                                            |                                              |                                              |                                              |
| Mannschaft - Normalschanze 4 × 5 km Staffel (M)  |                                              |                                              |                                              |                                              |                                              |                                              |                                              |                                              |                                              |                                              |                                              |                                              |                                              |                                              |                                              |                                              |                                              |                                              |                                              |                                              |                                              | •                                            | •                                            |                                              |                                              |                                              |                                              |                                              |                                              | 2                                            |                                              |                                              |                                              |
| Mannschaft - Normalschanze 3 × 10 km Staffel (M) |                                              |                                              |                                              |                                              |                                              |                                              |                                              |                                              |                                              |                                              |                                              |                                              |                                              |                                              |                                              |                                              |                                              |                                              | •                                            | •                                            | •                                            |                                              |                                              |                                              |                                              |                                              |                                              |                                              |                                              | 3                                            |                                              |                                              |                                              |
| Einzel - Normalschanze 15 km Skilanglauf (M)     |                                              |                                              |                                              |                                              |                                              |                                              |                                              |                                              |                                              |                                              | •                                            | •                                            | •                                            | •                                            | •                                            | •                                            | •                                            | •                                            |                                              |                                              |                                              |                                              |                                              |                                              |                                              |                                              |                                              |                                              |                                              | 8                                            |                                              |                                              |                                              |
| Einzel - Normalschanze 18 km Skilanglauf (M)     |                                              |                                              |                                              |                                              | •                                            | •                                            | •                                            | •                                            | •                                            | •                                            |                                              |                                              |                                              |                                              |                                              |                                              |                                              |                                              |                                              |                                              |                                              |                                              |                                              |                                              |                                              |                                              |                                              |                                              |                                              | 6                                            |                                              |                                              |                                              |
| Anzahl der Wettbewerbe                           |                                              |                                              |                                              |                                              |                                              |                                              |                                              |                                              |                                              |                                              |                                              |                                              |                                              |                                              |                                              |                                              |                                              |                                              |                                              |                                              |                                              |                                              |                                              |                                              |                                              |                                              |                                              |                                              |                                              |                                              |                                              |                                              |                                              |
|                                                  | Sommer- spiele                               | Sommer- spiele                               | Sommer- spiele                               | Sommer- spiele                               | 19..                                         | 19..                                         | 19..                                         | 19..                                         | 19..                                         | 19..                                         | 19..                                         | 19..                                         | 19..                                         | 19..                                         | 19..                                         | 19..                                         | 19..                                         | 19..                                         | 19..                                         | 19..                                         | 19..                                         | 19..                                         | 20..                                         | 20..                                         | 20..                                         | 20..                                         | 20..                                         | 20..                                         | 20..                                         |                                              |                                              |                                              |                                              |
|                                                  | 08                                           | 20                                           |                                              | 24                                           | 28                                           | 32                                           | 36                                           | 48                                           | 52                                           | 56                                           | 60                                           | 64                                           | 68                                           | 72                                           | 76                                           | 80                                           | 84                                           | 88                                           | 92                                           | 94                                           | 98                                           | 02                                           | 06                                           | 10                                           | 14                                           | 18                                           | 22                                           | 26                                           |                                              |                                              |                                              |                                              |                                              |
| M = Männer                                       |                                              |                                              |                                              |                                              | 1                                            | 1                                            | 1                                            | 1                                            | 1                                            | 1                                            | 1                                            | 1                                            | 1                                            | 1                                            | 1                                            | 1                                            | 1                                            | 1                                            | 2                                            | 2                                            | 2                                            | 2                                            | 3                                            | 3                                            | 3                                            | 3                                            | 3                                            | 3                                            | 3                                            | Nordische Kombination                        | Nordische Kombination                        | Nordische Kombination                        | Nordische Kombination                        |
| F = Frauen                                       |                                              |                                              |                                              |                                              |                                              |                                              |                                              |                                              |                                              |                                              |                                              |                                              |                                              |                                              |                                              |                                              |                                              |                                              |                                              |                                              |                                              |                                              |                                              |                                              |                                              |                                              |                                              |                                              |                                              | Nordische Kombination                        | Nordische Kombination                        | Nordische Kombination                        | Nordische Kombination                        |
| X = Mixed                                        |                                              |                                              |                                              |                                              |                                              |                                              |                                              |                                              |                                              |                                              |                                              |                                              |                                              |                                              |                                              |                                              |                                              |                                              |                                              |                                              |                                              |                                              |                                              |                                              |                                              |                                              |                                              |                                              |                                              | Nordische Kombination                        | Nordische Kombination                        | Nordische Kombination                        | Nordische Kombination                        |
| O = Open                                         |                                              |                                              |                                              |                                              |                                              |                                              |                                              |                                              |                                              |                                              |                                              |                                              |                                              |                                              |                                              |                                              |                                              |                                              |                                              |                                              |                                              |                                              |                                              |                                              |                                              |                                              |                                              |                                              |                                              | Nordische Kombination                        | Nordische Kombination                        | Nordische Kombination                        | Nordische Kombination                        |
| Total                                            |                                              |                                              |                                              |                                              | 1                                            | 1                                            | 1                                            | 1                                            | 1                                            | 1                                            | 1                                            | 1                                            | 1                                            | 1                                            | 1                                            | 1                                            | 1                                            | 1                                            | 2                                            | 2                                            | 2                                            | 2                                            | 3                                            | 3                                            | 3                                            | 3                                            | 3                                            | 3                                            | 3                                            | Nordische Kombination                        | Nordische Kombination                        | Nordische Kombination                        | Nordische Kombination                        |

#### Skispringen
| Skispringen - Aktuelle Wettbewerbe  | Skispringen - Aktuelle Wettbewerbe | Skispringen - Aktuelle Wettbewerbe | Skispringen - Aktuelle Wettbewerbe | Skispringen - Aktuelle Wettbewerbe | Skispringen - Aktuelle Wettbewerbe | Skispringen - Aktuelle Wettbewerbe | Skispringen - Aktuelle Wettbewerbe | Skispringen - Aktuelle Wettbewerbe | Skispringen - Aktuelle Wettbewerbe | Skispringen - Aktuelle Wettbewerbe | Skispringen - Aktuelle Wettbewerbe | Skispringen - Aktuelle Wettbewerbe | Skispringen - Aktuelle Wettbewerbe | Skispringen - Aktuelle Wettbewerbe | Skispringen - Aktuelle Wettbewerbe | Skispringen - Aktuelle Wettbewerbe | Skispringen - Aktuelle Wettbewerbe | Skispringen - Aktuelle Wettbewerbe | Skispringen - Aktuelle Wettbewerbe | Skispringen - Aktuelle Wettbewerbe | Skispringen - Aktuelle Wettbewerbe | Skispringen - Aktuelle Wettbewerbe | Skispringen - Aktuelle Wettbewerbe | Skispringen - Aktuelle Wettbewerbe | Skispringen - Aktuelle Wettbewerbe | Skispringen - Aktuelle Wettbewerbe | Skispringen - Aktuelle Wettbewerbe | Skispringen - Aktuelle Wettbewerbe | Skispringen - Aktuelle Wettbewerbe | Skispringen - Aktuelle Wettbewerbe | Skispringen - Aktuelle Wettbewerbe | Skispringen - Aktuelle Wettbewerbe | Skispringen - Aktuelle Wettbewerbe |
| Wettbewerb                          | Sommer- spiele                     | Sommer- spiele                     | Sommer- spiele                     | Sommer- spiele                     | 19..                               | 19..                               | 19..                               | 19..                               | 19..                               | 19..                               | 19..                               | 19..                               | 19..                               | 19..                               | 19..                               | 19..                               | 19..                               | 19..                               | 19..                               | 19..                               | 19..                               | 19..                               | 20..                               | 20..                               | 20..                               | 20..                               | 20..                               | 20..                               | 20..                               | Spiele                             | Spiele                             | Spiele                             | Spiele                             |
| Wettbewerb                          |                                    | 08                                 | 20                                 |                                    | 24                                 | 28                                 | 32                                 | 36                                 | 48                                 | 52                                 | 56                                 | 60                                 | 64                                 | 68                                 | 72                                 | 76                                 | 80                                 | 84                                 | 88                                 | 92                                 | 94                                 | 98                                 | 02                                 | 06                                 | 10                                 | 14                                 | 18                                 | 22                                 | 26                                 | M                                  | F                                  | X                                  | O                                  |
| ----------------------------------- | ---------------------------------- | ---------------------------------- | ---------------------------------- | ---------------------------------- | ---------------------------------- | ---------------------------------- | ---------------------------------- | ---------------------------------- | ---------------------------------- | ---------------------------------- | ---------------------------------- | ---------------------------------- | ---------------------------------- | ---------------------------------- | ---------------------------------- | ---------------------------------- | ---------------------------------- | ---------------------------------- | ---------------------------------- | ---------------------------------- | ---------------------------------- | ---------------------------------- | ---------------------------------- | ---------------------------------- | ---------------------------------- | ---------------------------------- | ---------------------------------- | ---------------------------------- | ---------------------------------- | ---------------------------------- | ---------------------------------- | ---------------------------------- | ---------------------------------- |
| Normalschanze (M/F)                 |                                    |                                    |                                    |                                    | •                                  | •                                  | •                                  | •                                  | •                                  | •                                  | •                                  | •                                  | •                                  | •                                  | •                                  | •                                  | •                                  | •                                  | •                                  | •                                  | •                                  | •                                  | •                                  | •                                  | •                                  | • •                                | • •                                | • •                                | • •                                | 25                                 | 4                                  |                                    |                                    |
| Großschanze (M/F)                   |                                    |                                    |                                    |                                    |                                    |                                    |                                    |                                    |                                    |                                    |                                    |                                    | •                                  | •                                  | •                                  | •                                  | •                                  | •                                  | •                                  | •                                  | •                                  | •                                  | •                                  | •                                  | •                                  | •                                  | •                                  | •                                  | • •                                | 17                                 | 1                                  |                                    |                                    |
| Normalschanze Mixed Team (X)        |                                    |                                    |                                    |                                    |                                    |                                    |                                    |                                    |                                    |                                    |                                    |                                    |                                    |                                    |                                    |                                    |                                    |                                    |                                    |                                    |                                    |                                    |                                    |                                    |                                    |                                    |                                    | •                                  | •                                  |                                    |                                    | 2                                  |                                    |
| Großschanze Super Team              |                                    |                                    |                                    |                                    |                                    |                                    |                                    |                                    |                                    |                                    |                                    |                                    |                                    |                                    |                                    |                                    |                                    |                                    |                                    |                                    |                                    |                                    |                                    |                                    |                                    |                                    |                                    |                                    | •                                  | 1                                  |                                    |                                    |                                    |
| Skispringen - Ehemalige Wettbewerbe |                                    |                                    |                                    |                                    |                                    |                                    |                                    |                                    |                                    |                                    |                                    |                                    |                                    |                                    |                                    |                                    |                                    |                                    |                                    |                                    |                                    |                                    |                                    |                                    |                                    |                                    |                                    |                                    |                                    |                                    |                                    |                                    |                                    |
| Wettbewerb                          | Sommer- spiele                     | Sommer- spiele                     | Sommer- spiele                     | Sommer- spiele                     | 19..                               | 19..                               | 19..                               | 19..                               | 19..                               | 19..                               | 19..                               | 19..                               | 19..                               | 19..                               | 19..                               | 19..                               | 19..                               | 19..                               | 19..                               | 19..                               | 19..                               | 19..                               | 20..                               | 20..                               | 20..                               | 20..                               | 20..                               | 20..                               | 20..                               | Spiele                             | Spiele                             | Spiele                             | Spiele                             |
| Wettbewerb                          |                                    | 08                                 | 20                                 |                                    | 24                                 | 28                                 | 32                                 | 36                                 | 48                                 | 52                                 | 56                                 | 60                                 | 64                                 | 68                                 | 72                                 | 76                                 | 80                                 | 84                                 | 88                                 | 92                                 | 94                                 | 98                                 | 02                                 | 06                                 | 10                                 | 14                                 | 18                                 | 22                                 | 26                                 | M                                  | F                                  | X                                  | O                                  |
| Großschanze Mannschaft (M)          |                                    |                                    |                                    |                                    |                                    |                                    |                                    |                                    |                                    |                                    |                                    |                                    |                                    |                                    |                                    |                                    |                                    |                                    | •                                  | •                                  | •                                  | •                                  | •                                  | •                                  | •                                  | •                                  | •                                  | •                                  |                                    | 10                                 |                                    |                                    |                                    |
| Anzahl der Wettbewerbe              |                                    |                                    |                                    |                                    |                                    |                                    |                                    |                                    |                                    |                                    |                                    |                                    |                                    |                                    |                                    |                                    |                                    |                                    |                                    |                                    |                                    |                                    |                                    |                                    |                                    |                                    |                                    |                                    |                                    |                                    |                                    |                                    |                                    |
|                                     | Sommer- spiele                     | Sommer- spiele                     | Sommer- spiele                     | Sommer- spiele                     | 19..                               | 19..                               | 19..                               | 19..                               | 19..                               | 19..                               | 19..                               | 19..                               | 19..                               | 19..                               | 19..                               | 19..                               | 19..                               | 19..                               | 19..                               | 19..                               | 19..                               | 19..                               | 20..                               | 20..                               | 20..                               | 20..                               | 20..                               | 20..                               | 20..                               |                                    |                                    |                                    |                                    |
|                                     | 08                                 | 20                                 |                                    | 24                                 | 28                                 | 32                                 | 36                                 | 48                                 | 52                                 | 56                                 | 60                                 | 64                                 | 68                                 | 72                                 | 76                                 | 80                                 | 84                                 | 88                                 | 92                                 | 94                                 | 98                                 | 02                                 | 06                                 | 10                                 | 14                                 | 18                                 | 22                                 | 26                                 |                                    |                                    |                                    |                                    |                                    |
| M = Männer                          |                                    |                                    |                                    |                                    | 1                                  | 1                                  | 1                                  | 1                                  | 1                                  | 1                                  | 1                                  | 1                                  | 2                                  | 2                                  | 2                                  | 2                                  | 2                                  | 2                                  | 3                                  | 3                                  | 3                                  | 3                                  | 3                                  | 3                                  | 3                                  | 3                                  | 3                                  | 3                                  | 3                                  | Skispringen                        | Skispringen                        | Skispringen                        | Skispringen                        |
| F = Frauen                          |                                    |                                    |                                    |                                    |                                    |                                    |                                    |                                    |                                    |                                    |                                    |                                    |                                    |                                    |                                    |                                    |                                    |                                    |                                    |                                    |                                    |                                    |                                    |                                    |                                    | 1                                  | 1                                  | 1                                  | 2                                  | Skispringen                        | Skispringen                        | Skispringen                        | Skispringen                        |
| X = Mixed                           |                                    |                                    |                                    |                                    |                                    |                                    |                                    |                                    |                                    |                                    |                                    |                                    |                                    |                                    |                                    |                                    |                                    |                                    |                                    |                                    |                                    |                                    |                                    |                                    |                                    |                                    |                                    | 1                                  | 1                                  | Skispringen                        | Skispringen                        | Skispringen                        | Skispringen                        |
| O = Open                            |                                    |                                    |                                    |                                    |                                    |                                    |                                    |                                    |                                    |                                    |                                    |                                    |                                    |                                    |                                    |                                    |                                    |                                    |                                    |                                    |                                    |                                    |                                    |                                    |                                    |                                    |                                    |                                    |                                    | Skispringen                        | Skispringen                        | Skispringen                        | Skispringen                        |
| Total                               |                                    |                                    |                                    |                                    | 1                                  | 1                                  | 1                                  | 1                                  | 1                                  | 1                                  | 1                                  | 1                                  | 2                                  | 2                                  | 2                                  | 2                                  | 2                                  | 2                                  | 3                                  | 3                                  | 3                                  | 3                                  | 3                                  | 3                                  | 3                                  | 4                                  | 4                                  | 5                                  | 6                                  | Skispringen                        | Skispringen                        | Skispringen                        | Skispringen                        |

### Snowboard
| Snowboard - Aktuelle Wettbewerbe  | Snowboard - Aktuelle Wettbewerbe | Snowboard - Aktuelle Wettbewerbe | Snowboard - Aktuelle Wettbewerbe | Snowboard - Aktuelle Wettbewerbe | Snowboard - Aktuelle Wettbewerbe | Snowboard - Aktuelle Wettbewerbe | Snowboard - Aktuelle Wettbewerbe | Snowboard - Aktuelle Wettbewerbe | Snowboard - Aktuelle Wettbewerbe | Snowboard - Aktuelle Wettbewerbe | Snowboard - Aktuelle Wettbewerbe | Snowboard - Aktuelle Wettbewerbe | Snowboard - Aktuelle Wettbewerbe | Snowboard - Aktuelle Wettbewerbe | Snowboard - Aktuelle Wettbewerbe | Snowboard - Aktuelle Wettbewerbe | Snowboard - Aktuelle Wettbewerbe | Snowboard - Aktuelle Wettbewerbe | Snowboard - Aktuelle Wettbewerbe | Snowboard - Aktuelle Wettbewerbe | Snowboard - Aktuelle Wettbewerbe | Snowboard - Aktuelle Wettbewerbe | Snowboard - Aktuelle Wettbewerbe | Snowboard - Aktuelle Wettbewerbe | Snowboard - Aktuelle Wettbewerbe | Snowboard - Aktuelle Wettbewerbe | Snowboard - Aktuelle Wettbewerbe | Snowboard - Aktuelle Wettbewerbe | Snowboard - Aktuelle Wettbewerbe | Snowboard - Aktuelle Wettbewerbe | Snowboard - Aktuelle Wettbewerbe | Snowboard - Aktuelle Wettbewerbe | Snowboard - Aktuelle Wettbewerbe |
| Wettbewerb                        | Sommer- spiele                   | Sommer- spiele                   | Sommer- spiele                   | Sommer- spiele                   | 19..                             | 19..                             | 19..                             | 19..                             | 19..                             | 19..                             | 19..                             | 19..                             | 19..                             | 19..                             | 19..                             | 19..                             | 19..                             | 19..                             | 19..                             | 19..                             | 19..                             | 19..                             | 20..                             | 20..                             | 20..                             | 20..                             | 20..                             | 20..                             | 20..                             | Spiele                           | Spiele                           | Spiele                           | Spiele                           |
| Wettbewerb                        |                                  | 08                               | 20                               |                                  | 24                               | 28                               | 32                               | 36                               | 48                               | 52                               | 56                               | 60                               | 64                               | 68                               | 72                               | 76                               | 80                               | 84                               | 88                               | 92                               | 94                               | 98                               | 02                               | 06                               | 10                               | 14                               | 18                               | 22                               | 26                               | M                                | F                                | X                                | O                                |
| --------------------------------- | -------------------------------- | -------------------------------- | -------------------------------- | -------------------------------- | -------------------------------- | -------------------------------- | -------------------------------- | -------------------------------- | -------------------------------- | -------------------------------- | -------------------------------- | -------------------------------- | -------------------------------- | -------------------------------- | -------------------------------- | -------------------------------- | -------------------------------- | -------------------------------- | -------------------------------- | -------------------------------- | -------------------------------- | -------------------------------- | -------------------------------- | -------------------------------- | -------------------------------- | -------------------------------- | -------------------------------- | -------------------------------- | -------------------------------- | -------------------------------- | -------------------------------- | -------------------------------- | -------------------------------- |
| Parallel-Riesenslalom (M/F)       |                                  |                                  |                                  |                                  |                                  |                                  |                                  |                                  |                                  |                                  |                                  |                                  |                                  |                                  |                                  |                                  |                                  |                                  |                                  |                                  |                                  |                                  | • •                              | • •                              | • •                              | • •                              | • •                              | • •                              | • •                              | 7                                | 7                                |                                  |                                  |
| Snowboardcross (M/F)              |                                  |                                  |                                  |                                  |                                  |                                  |                                  |                                  |                                  |                                  |                                  |                                  |                                  |                                  |                                  |                                  |                                  |                                  |                                  |                                  |                                  |                                  |                                  | • •                              | • •                              | • •                              | • •                              | • •                              | • •                              | 6                                | 6                                |                                  |                                  |
| Halfpipe (M/F)                    |                                  |                                  |                                  |                                  |                                  |                                  |                                  |                                  |                                  |                                  |                                  |                                  |                                  |                                  |                                  |                                  |                                  |                                  |                                  |                                  |                                  | • •                              | • •                              | • •                              | • •                              | • •                              | • •                              | • •                              | • •                              | 8                                | 8                                |                                  |                                  |
| Slopestyle (M/F)                  |                                  |                                  |                                  |                                  |                                  |                                  |                                  |                                  |                                  |                                  |                                  |                                  |                                  |                                  |                                  |                                  |                                  |                                  |                                  |                                  |                                  |                                  |                                  |                                  |                                  | • •                              | • •                              | • •                              | • •                              | 4                                | 4                                |                                  |                                  |
| Big Air (M/F)                     |                                  |                                  |                                  |                                  |                                  |                                  |                                  |                                  |                                  |                                  |                                  |                                  |                                  |                                  |                                  |                                  |                                  |                                  |                                  |                                  |                                  |                                  |                                  |                                  |                                  |                                  | • •                              | • •                              | • •                              | 3                                | 3                                |                                  |                                  |
| Mixed Team Snowboardcross (X)     |                                  |                                  |                                  |                                  |                                  |                                  |                                  |                                  |                                  |                                  |                                  |                                  |                                  |                                  |                                  |                                  |                                  |                                  |                                  |                                  |                                  |                                  |                                  |                                  |                                  |                                  |                                  | •                                | •                                |                                  |                                  | 2                                |                                  |
| Snowboard - Ehemalige Wettbewerbe |                                  |                                  |                                  |                                  |                                  |                                  |                                  |                                  |                                  |                                  |                                  |                                  |                                  |                                  |                                  |                                  |                                  |                                  |                                  |                                  |                                  |                                  |                                  |                                  |                                  |                                  |                                  |                                  |                                  |                                  |                                  |                                  |                                  |
| Wettbewerb                        | Sommer- spiele                   | Sommer- spiele                   | Sommer- spiele                   | Sommer- spiele                   | 19..                             | 19..                             | 19..                             | 19..                             | 19..                             | 19..                             | 19..                             | 19..                             | 19..                             | 19..                             | 19..                             | 19..                             | 19..                             | 19..                             | 19..                             | 19..                             | 19..                             | 19..                             | 20..                             | 20..                             | 20..                             | 20..                             | 20..                             | 20..                             | 20..                             | Spiele                           | Spiele                           | Spiele                           | Spiele                           |
| Wettbewerb                        |                                  | 08                               | 20                               |                                  | 24                               | 28                               | 32                               | 36                               | 48                               | 52                               | 56                               | 60                               | 64                               | 68                               | 72                               | 76                               | 80                               | 84                               | 88                               | 92                               | 94                               | 98                               | 02                               | 06                               | 10                               | 14                               | 18                               | 22                               | 26                               | M                                | F                                | X                                | O                                |
| Parallel-Slalom (M/F)             |                                  |                                  |                                  |                                  |                                  |                                  |                                  |                                  |                                  |                                  |                                  |                                  |                                  |                                  |                                  |                                  |                                  |                                  |                                  |                                  |                                  |                                  |                                  |                                  |                                  | • •                              |                                  |                                  |                                  | 1                                | 1                                |                                  |                                  |
| Riesenslalom (M/F)                |                                  |                                  |                                  |                                  |                                  |                                  |                                  |                                  |                                  |                                  |                                  |                                  |                                  |                                  |                                  |                                  |                                  |                                  |                                  |                                  |                                  | • •                              |                                  |                                  |                                  |                                  |                                  |                                  |                                  | 1                                | 1                                |                                  |                                  |
| Anzahl der Wettbewerbe            |                                  |                                  |                                  |                                  |                                  |                                  |                                  |                                  |                                  |                                  |                                  |                                  |                                  |                                  |                                  |                                  |                                  |                                  |                                  |                                  |                                  |                                  |                                  |                                  |                                  |                                  |                                  |                                  |                                  |                                  |                                  |                                  |                                  |
|                                   | Sommer- spiele                   | Sommer- spiele                   | Sommer- spiele                   | Sommer- spiele                   | 19..                             | 19..                             | 19..                             | 19..                             | 19..                             | 19..                             | 19..                             | 19..                             | 19..                             | 19..                             | 19..                             | 19..                             | 19..                             | 19..                             | 19..                             | 19..                             | 19..                             | 19..                             | 20..                             | 20..                             | 20..                             | 20..                             | 20..                             | 20..                             | 20..                             |                                  |                                  |                                  |                                  |
|                                   | 08                               | 20                               |                                  | 24                               | 28                               | 32                               | 36                               | 48                               | 52                               | 56                               | 60                               | 64                               | 68                               | 72                               | 76                               | 80                               | 84                               | 88                               | 92                               | 94                               | 98                               | 02                               | 06                               | 10                               | 14                               | 18                               | 22                               | 26                               |                                  |                                  |                                  |                                  |                                  |
| M = Männer                        |                                  |                                  |                                  |                                  |                                  |                                  |                                  |                                  |                                  |                                  |                                  |                                  |                                  |                                  |                                  |                                  |                                  |                                  |                                  |                                  |                                  | 2                                | 2                                | 3                                | 3                                | 5                                | 5                                | 5                                | 5                                | Snowboard                        | Snowboard                        | Snowboard                        | Snowboard                        |
| F = Frauen                        |                                  |                                  |                                  |                                  |                                  |                                  |                                  |                                  |                                  |                                  |                                  |                                  |                                  |                                  |                                  |                                  |                                  |                                  |                                  |                                  |                                  | 2                                | 2                                | 3                                | 3                                | 5                                | 5                                | 5                                | 5                                | Snowboard                        | Snowboard                        | Snowboard                        | Snowboard                        |
| X = Mixed                         |                                  |                                  |                                  |                                  |                                  |                                  |                                  |                                  |                                  |                                  |                                  |                                  |                                  |                                  |                                  |                                  |                                  |                                  |                                  |                                  |                                  |                                  |                                  |                                  |                                  |                                  |                                  | 1                                | 1                                | Snowboard                        | Snowboard                        | Snowboard                        | Snowboard                        |
| O = Open                          |                                  |                                  |                                  |                                  |                                  |                                  |                                  |                                  |                                  |                                  |                                  |                                  |                                  |                                  |                                  |                                  |                                  |                                  |                                  |                                  |                                  |                                  |                                  |                                  |                                  |                                  |                                  |                                  |                                  | Snowboard                        | Snowboard                        | Snowboard                        | Snowboard                        |
| Total                             |                                  |                                  |                                  |                                  |                                  |                                  |                                  |                                  |                                  |                                  |                                  |                                  |                                  |                                  |                                  |                                  |                                  |                                  |                                  |                                  |                                  | 4                                | 4                                | 6                                | 6                                | 10                               | 10                               | 11                               | 11                               | Snowboard                        | Snowboard                        | Snowboard                        | Snowboard                        |